# Prevenzione e protezione incendi
Per prevenzione e protezione incendi si intendono gli studi e le pratiche volti a prevenire, mitigare e reprimere i rischi e gli effetti indesiderati di incendi potenzialmente distruttivi.
Implica lo studio del comportamento, la compartimentazione antincendio, la soppressione e l'indagine sulle cause dell'incendio e delle relative gestione delle emergenze, nonché la ricerca e sviluppo, la produzione, la sperimentazione e l'applicazione di sistemi di mitigazione.

## Storia
Nell'antica Roma, il compito di estinguere i frequenti incendi in città era affidata al corpo dei vigiles, composto da 500 uomini, che si racconta fosse stato creato dal generale e politico Marco Licinio Crasso.

Secondo Plutarco, Marco Licinio Crasso in realtà non aveva costituito il corpo dei vigiles per fini filantropici, bensì per trarne profitto. In occasione di un incendio, sebbene i vigiles fossero sempre pronti a intervenire, attendevano gli ordini del capo dei vigiles, che prima di inviarli a spegnere l'abitazione contrattava con il proprietario dell'abitazione affinché questi vendesse la casa in fiamme, abbassando l'offerta mentre le fiamme continuavano a distruggere l'abitazione, in modo da acquistare la proprietà ad un prezzo sensibilmente inferiore rispetto al suo valore.
Nel 64 d.C. scoppiò il grande incendio di Roma, che, secondo lo storico Tacito, si propagò velocemente a causa della mancanza di opportune protezioni antincendio:
(Tacito, Annali, XV, 38.2.)
Nell'80 d.C., quando Roma era governata da Tito, la città fu devastata da un altro importante incendio. Secondo lo storico Cassio Dione non furono svolte indagini per cercare i colpevoli dell'incendio in quanto «sicuramente il disastro non era di origine umana, ma divina».
Un esempio di pompa antincendio forse utilizzata per lo spegnimento di un incendio è menzionato da Erone di Alessandria. La pompa incendio fu reinventata in Europa durante il sedicesimo secolo: si trovano riferimenti impieghi di questo tipo ad Augusta nel 1518 e a Norimberga nel 1657. Un libro di invenzioni del 1655 parla di un motore a vapore (chiamato "fire engine") con una pompa utilizzata per "alzare una colonna d'acqua di 12 metri", senza specificare se si trattasse di un dispositivo portatile o semovente.
Il primo estintore (portatile) di cui si ha notizia venne brevettato nel 1723 dal chimico Ambrose Godfrey. Consisteva in una sorta di botte riempita di liquido estinguente con un contenitore in peltro riempito di polvere pirica. Un sistema di accensione faceva esplodere la polvere, spargendo quindi la soluzione. Si ha notizia del suo uso in quanto il Bradley's Weekly Messenger del 7 novembre 1729 parlò della sua efficacia nell'estinguere un fuoco a Londra.

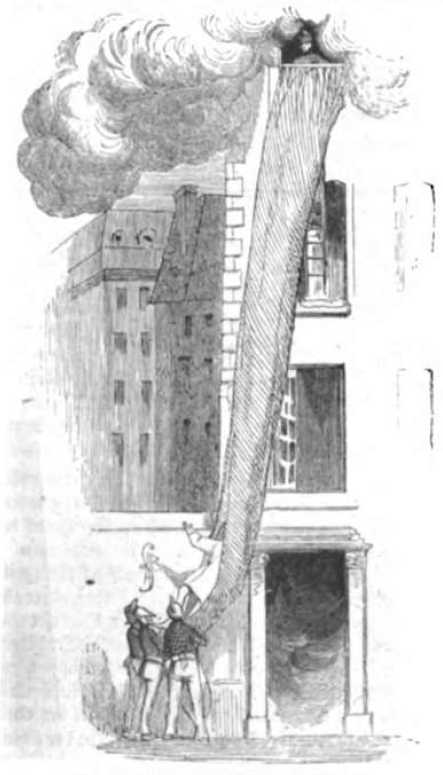
Sacco antincendio utilizzato per l'evacuazione dagli edifici (XIX secolo).

Il XIX secolo vide un ulteriore sviluppo della tecnologia antincendio. L'estintore "moderno" fu inventato dal capitano britannico George William Manby nel 1818; era un serbatoio in rame da 3 galloni contenente una soluzione acquosa di carbonato di potassio, pressurizzato con aria compressa.

Al 1838 risale un brevetto dello statunitense John M. Jordan, costituito essenzialmente da un tubo metallico chiuso in cima da una valvola e circondato da un involucro di legno.
Nel 1793 venne fondato il Corps des gardes-pompes de la ville de Paris. Dopo l'incendio dell'ambasciata austriaca i 1º luglio 1810, l'imperatore Napoleone il 18 settembre 1811 diede a questo corpo il nuovo nome di Battalion de sapeurs-pompiers de Paris elevandolo ad unità militare. Nel 1867 questi vigili del fuoco presero il nome di Régiment de sapeurs-pompiers de Paris e infine il 1º marzo 1967 quello attuale di Brigade de sapeurs-pompiers de Paris.
Nel 1938, a seguito di un decreto legge facente parte di altri decreti legge voluti dal governo fascista con i quali furono introdotte leggi razziali, il termine di derivazione francese "pompiere" fu sostituito in Italia dal termine "vigile del fuoco", con riferimento ai vigiles dell'antica Roma.
L'antica tecnica del "fuoco di fuga", che consiste nell'accendere il fuoco per poi spegnerlo allo scopo di buttarsi nelle ceneri, divenne celebre in seguito all'incendio di Mann Gulch (Montana, 5 agosto 1949): grazie a questa tecnica Wag Dodge, capo degli smoke jumpers, riuscì a salvarsi dall'incendio.

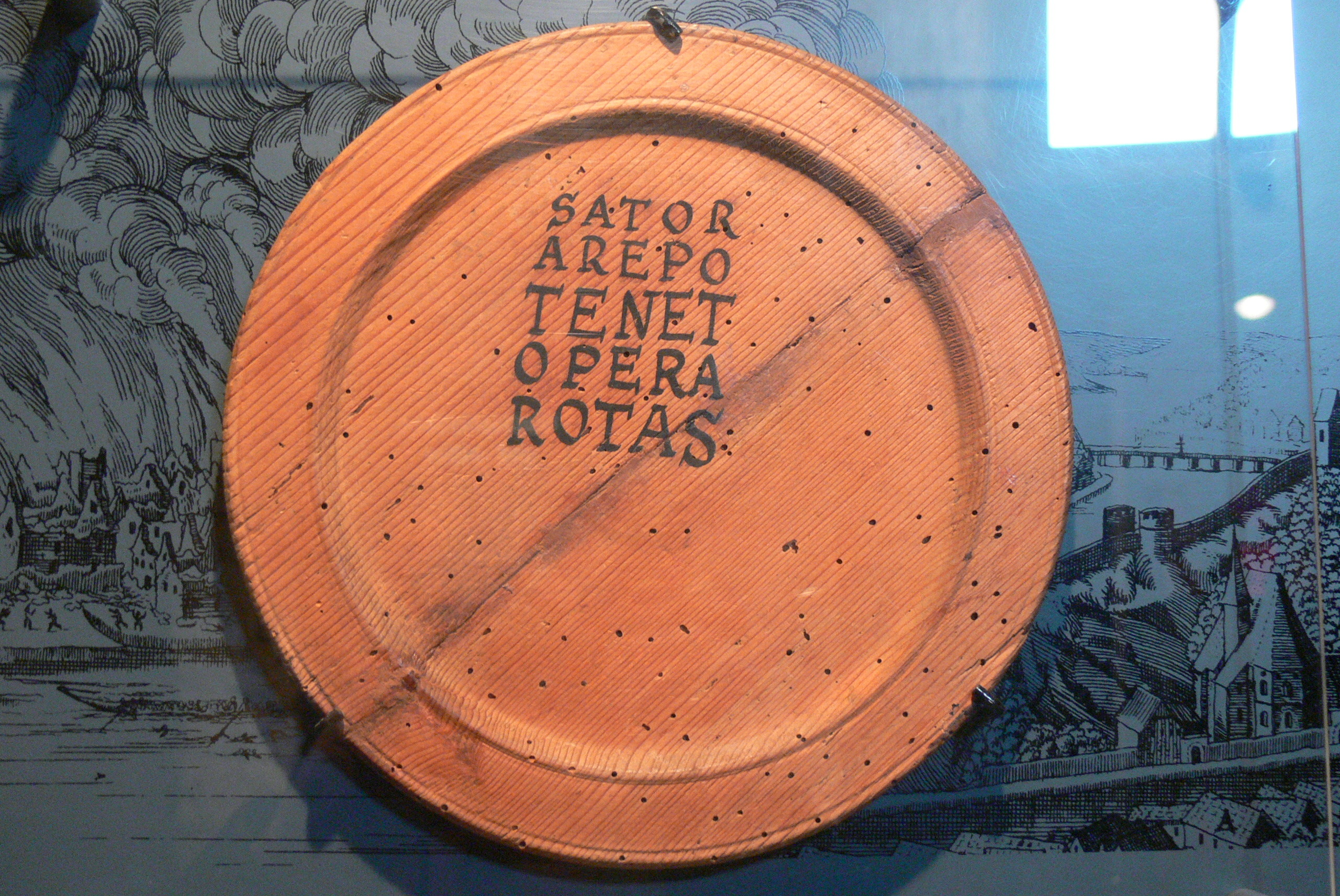
Un "piatto antincendio" con iscrizioni magiche. Era utilizzato in passato come misura antincendio gettandolo sugli incendi, nell'idea che allontanasse gli spiriti malvagi del fuoco.
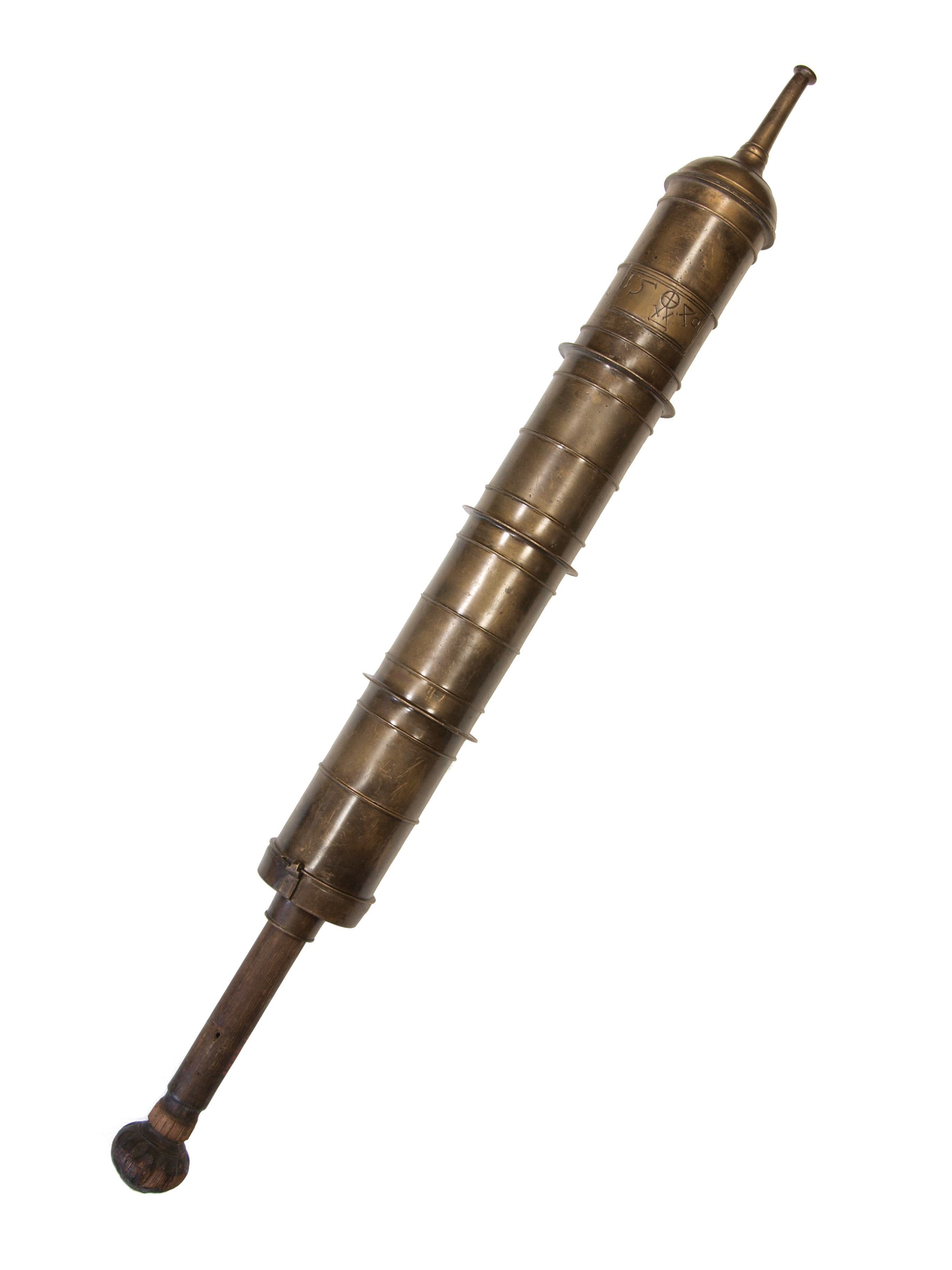
Estintore a pompa del 1540
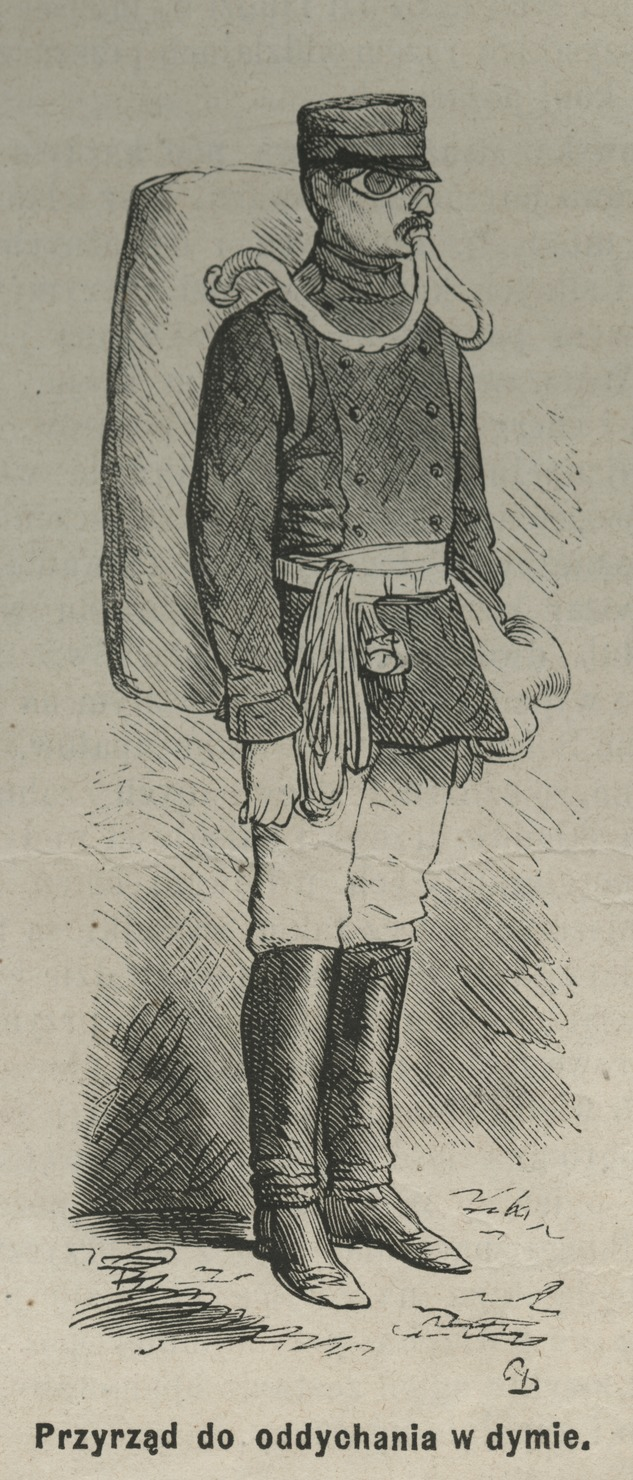
Respiratore del 1870 indossato da un vigile del fuoco di Varsavia.
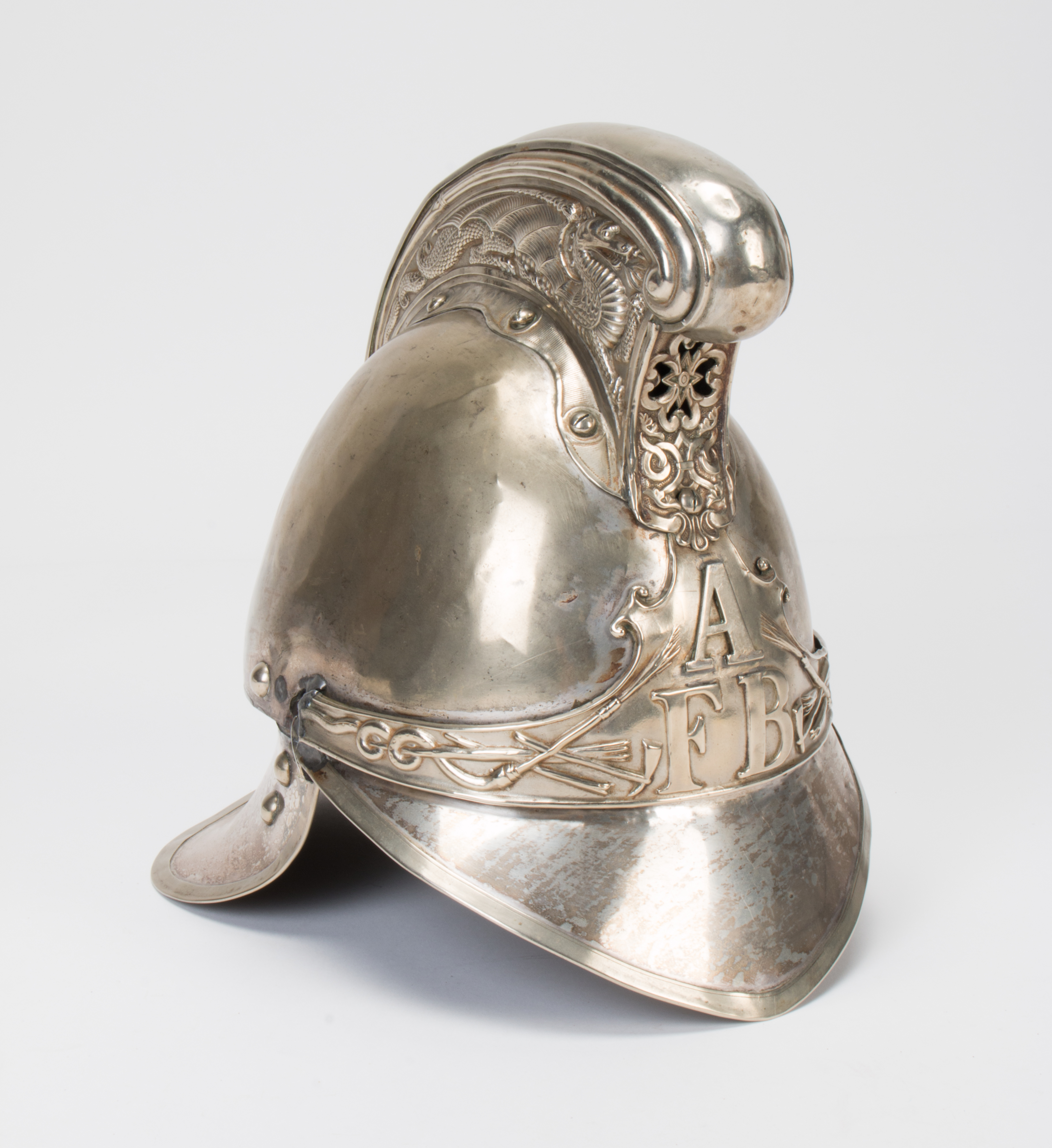
Elmetto in argento da vigile del fuoco (1874)
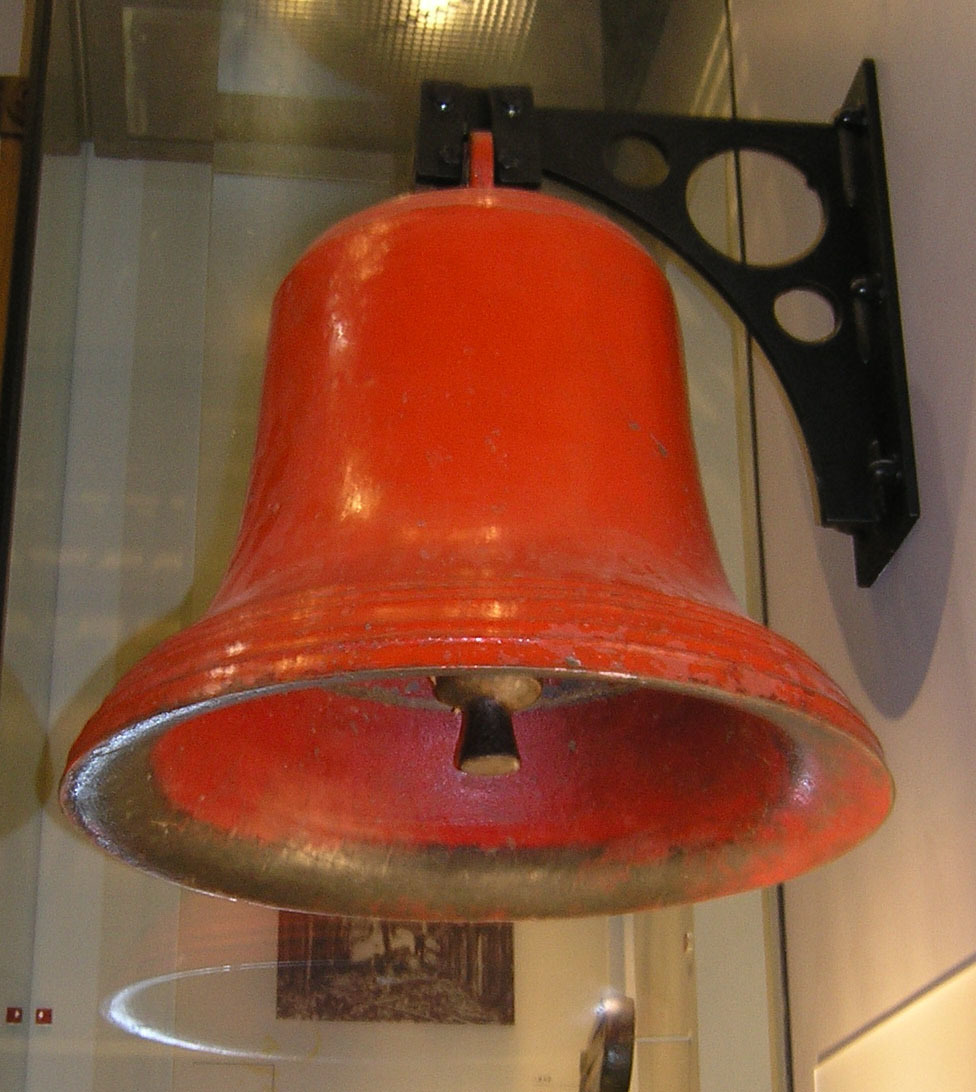
Campana di allarme antincendio, Auckland (1880 circa)
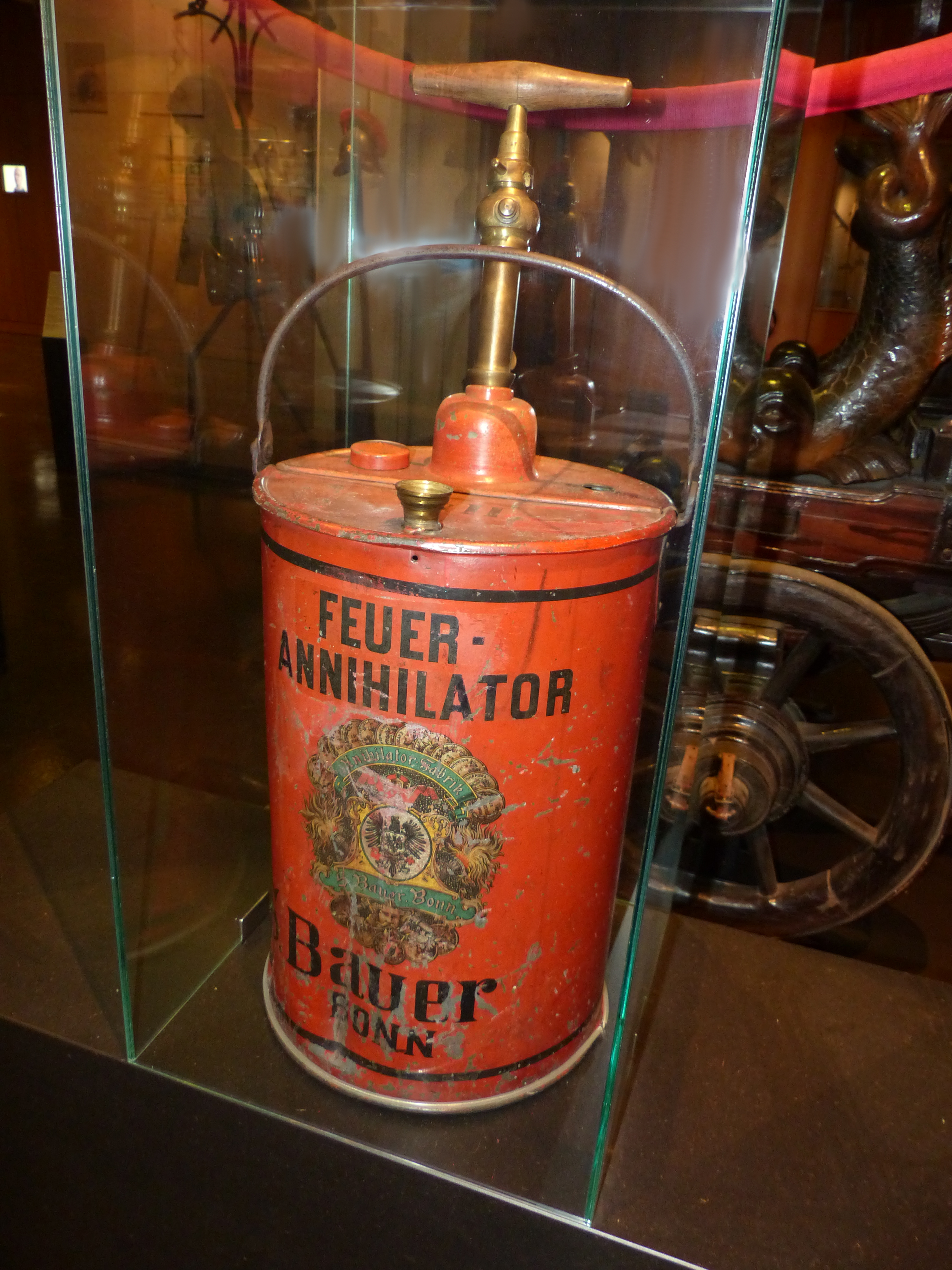
"Annientatore di fuoco" di Siegfried Bauer, Bonn (intorno al 1885, mostra nelle Collezioni tecniche di Dresda).
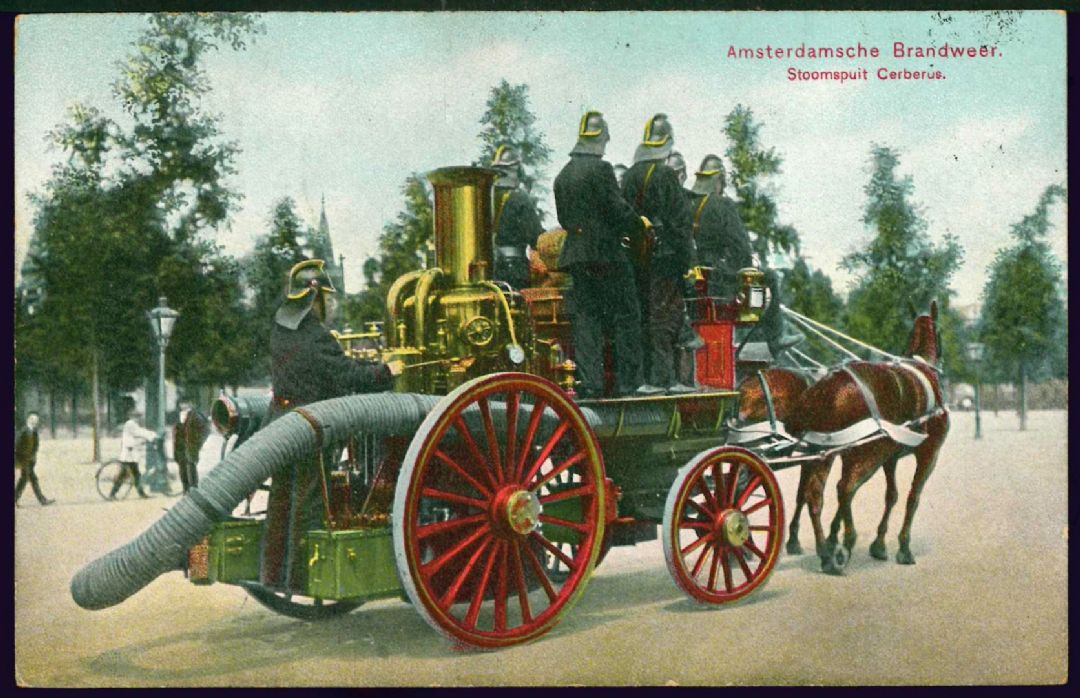
Vigili del fuoco su veicolo antincendio trainato da cavalli (Amsterdam, primi del '900).
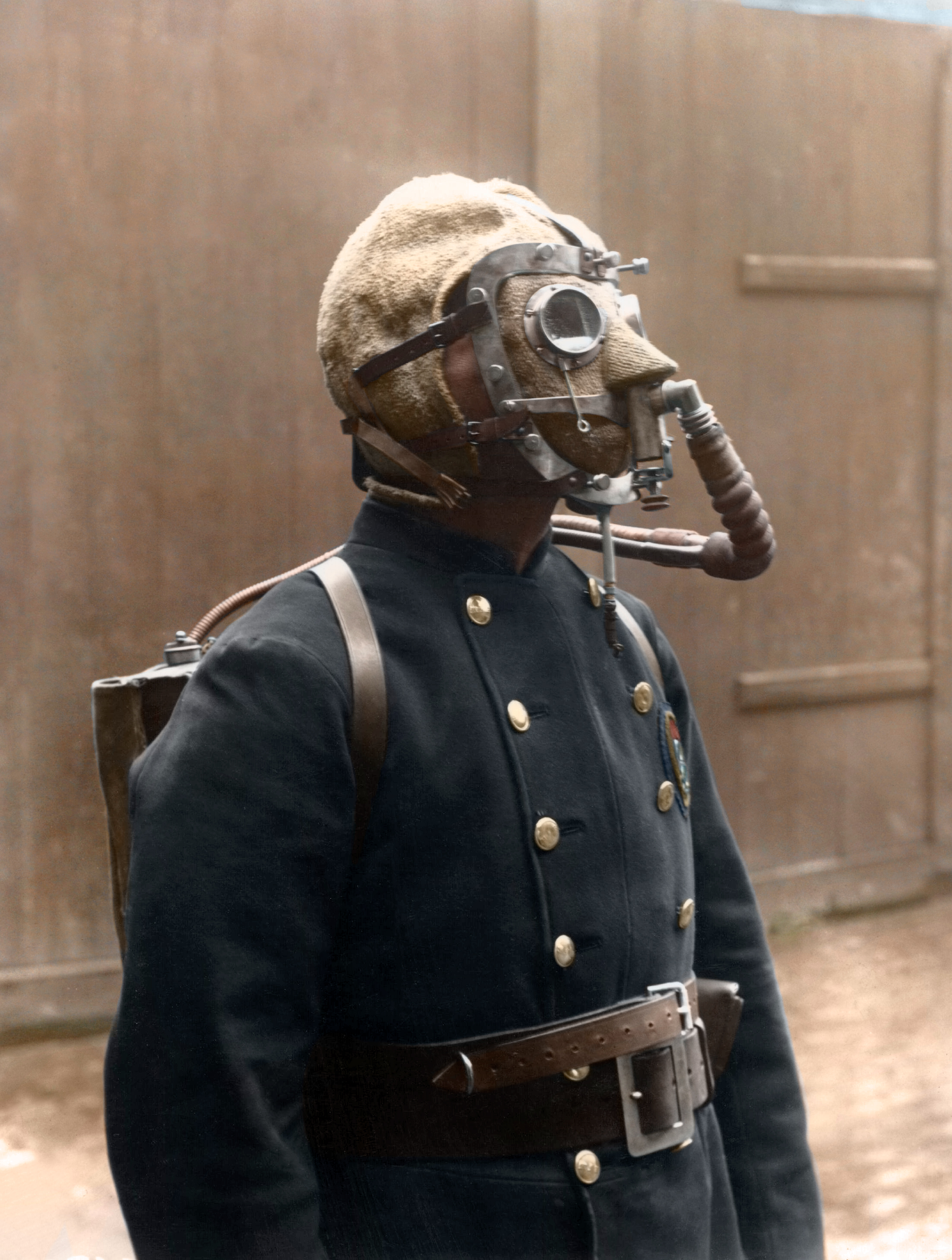
Un'antica maschera antigas indossata da un vigile del fuoco della London Fire Brigade (1908 - immagine ricolorata).
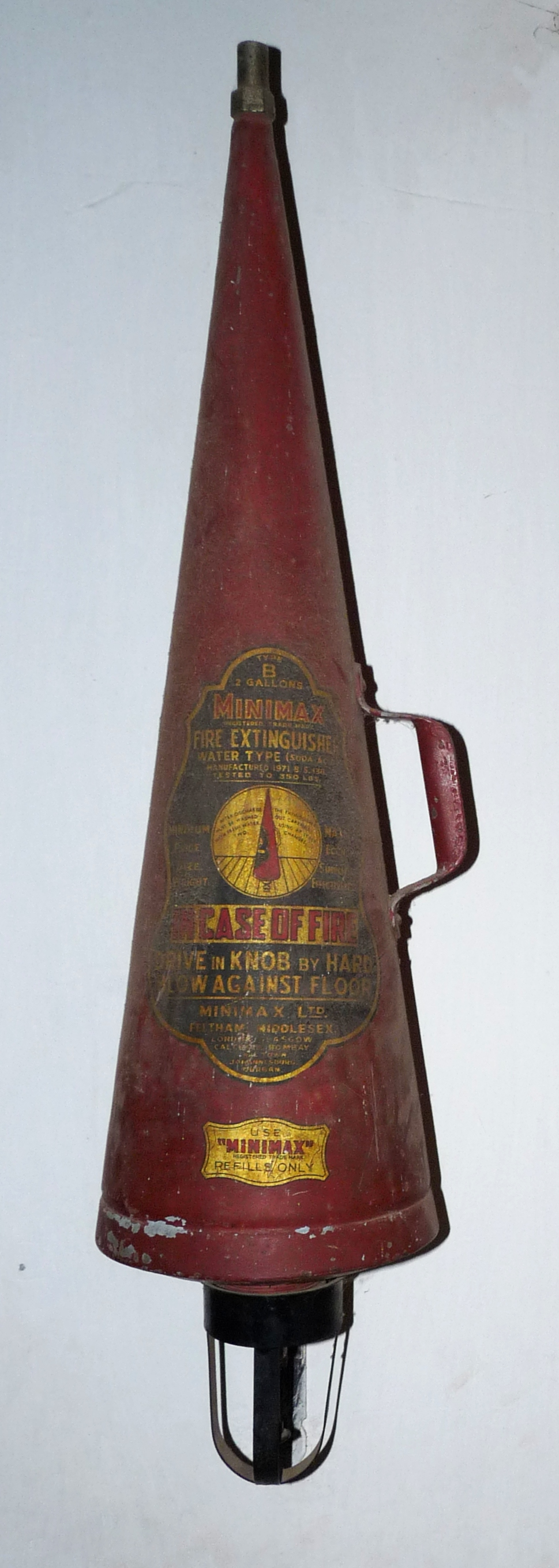
Estintore Minimax (Odisha State Museum, Bhubaneswar)
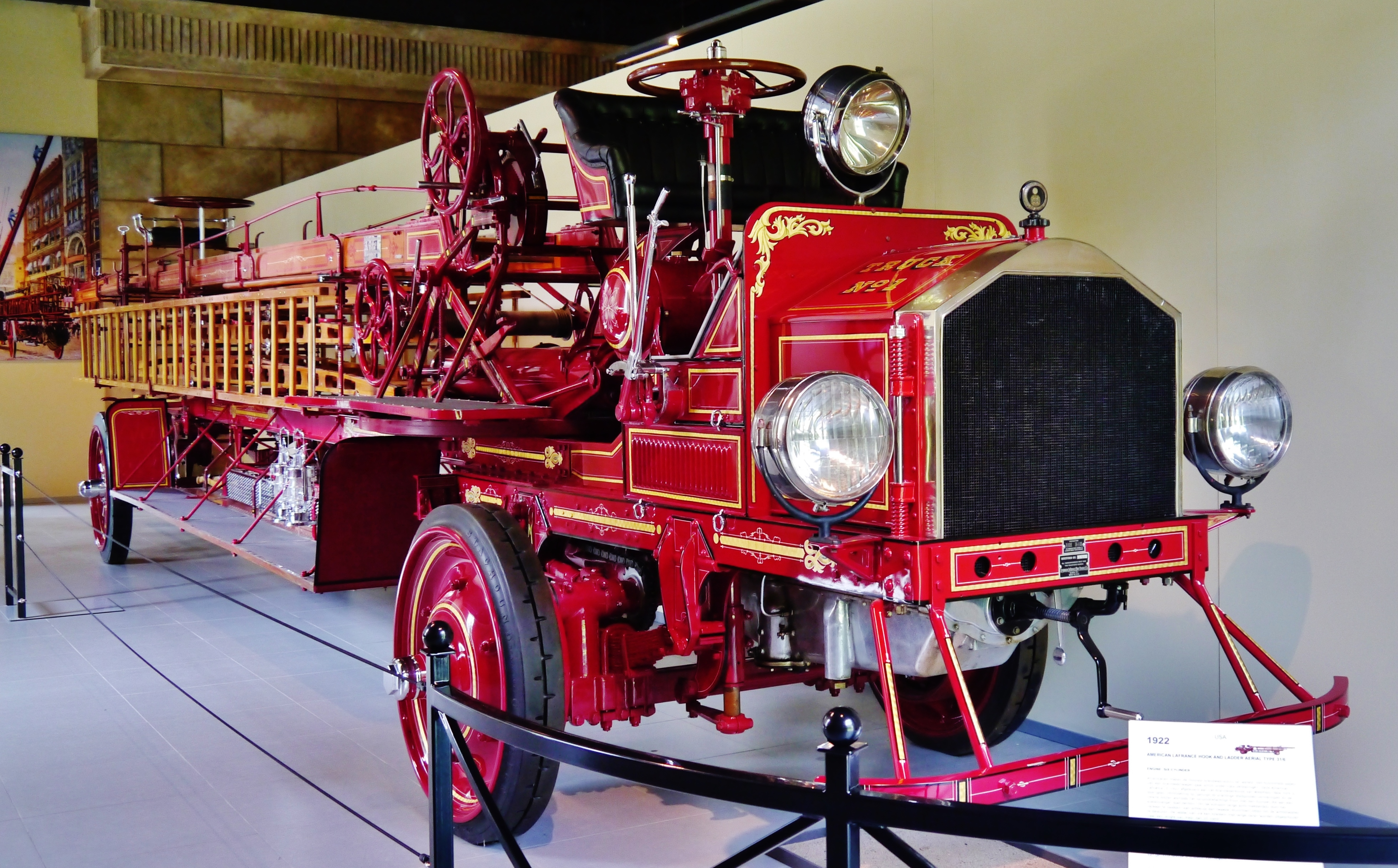
Veicolo antincendio del 1922 (Louwman Museum, L'Aia)

## Terminologia
Sebbene nel linguaggio comune ci si riferisca spesso a "prevenzione incendi" e "protezione da incendi" per indicare le stesse attività antincendio, a rigore le attività di "prevenzione" e "protezione" sono tra loro distinte a seconda che abbiano lo scopo di prevenire che un incendio si realizzi (prevenzione incendi) o di diminuirne gli effetti una volta che l'incendio sia già innescato o propagato (protezione da incendi).
Nel caso in cui il rischio sia definito come moltiplicazione della probabilità di accadimento di un evento pericoloso (P) per la gravità (o "magnitudo") degli effetti dannosi scaturiti dall'evento pericoloso (D). Lo scopo delle misure di prevenzione è diminuire la probabilità P, mentre lo scopo delle misure di protezione è diminuire la gravità del danno D.
Per lotta antincendio ci si riferisce invece a misure di protezione da incendi messe in atto da persone per contrastare gli effetti di un incendio.

## Misure di prevenzione

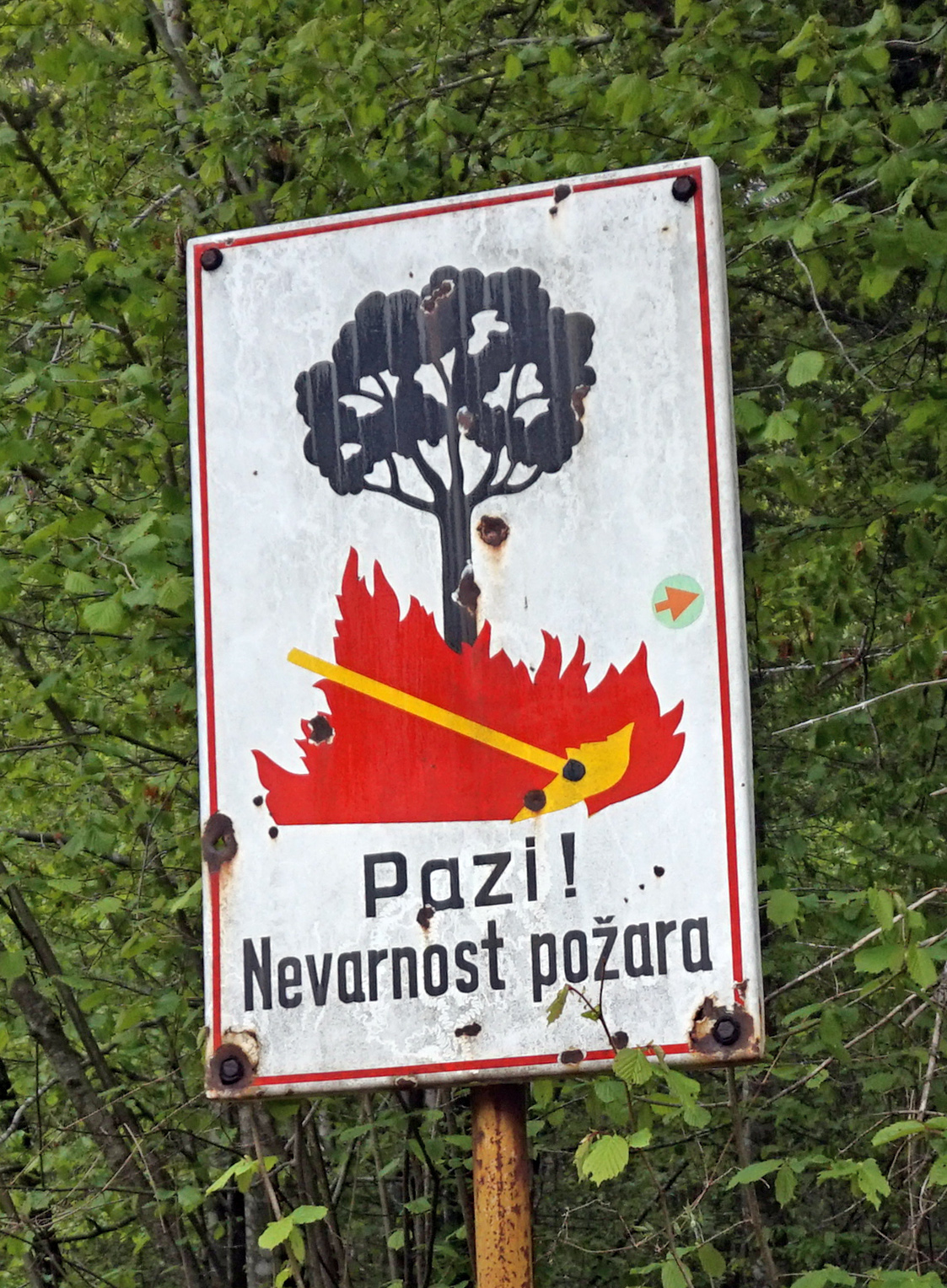
Un esempio di misura di prevenzione incendi: cartello di pericolo di incendio boschivo a Ukanc, Slovenia.

Con la prevenzione si vuole ridurre al minimo il rischio che l'incendio avvenga.
Esempi di misure di prevenzione incendi sono:
- eliminazione, minimizzazione e controllo di rifiuti e scarti combustibili, depositi di materiali infiammabili, fonti di calore
- controllo delle aree poco frequentate
- corretta realizzazione e manutenzione di impianti elettrici (per evitare cortocircuiti, contatti lenti, surriscaldamenti dei cavi, ecc.), impianti parafulmine, impianti di ventilazione dei locali, collegamenti elettrici a terra (per evitare l'accumulo di cariche elettrostatiche)
- utilizzare materiali e strutture incombustibili o difficilmente infiammabili
- utilizzare strumenti anti-scintilla
- addestramento del personale.

### Valutazione del rischio incendio

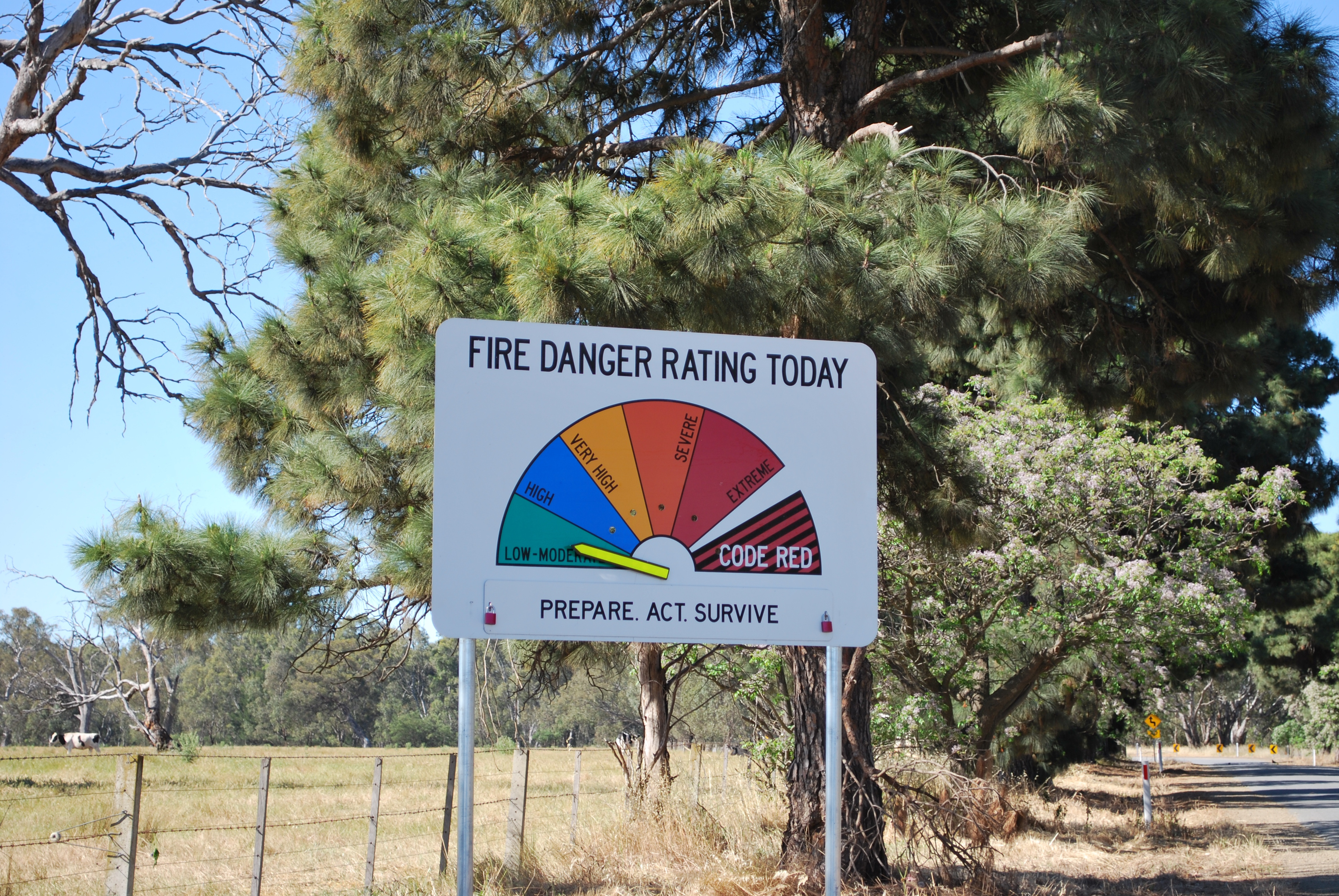
Cartello informativo sul rischio di incendio a Goomalibee, Victoria.

Nel corso degli anni, sono state sviluppare procedure più o meno complesse di valutazione del rischio incendio.
Uno dei metodi più semplici per calcolare il rischio di un incendio (così come per altri pericoli per la sicurezza) è quello di stimare il rischio come moltiplicazione della "frequenza" per la "magnitudo". La frequenza indica la probabilità che l'evento si verifichi in un determinato intervallo di tempo, mentre la magnitudo indica l'entità dei possibili danni. Utilizzando misure di prevenzione si riduce la frequenza, mentre utilizzando misure di protezione si riduce la magnitudo.
Il Fire and Explosion Index (abbreviato in F&EI) è un indice della pericolosità di un processo o di un impianto per quello che riguarda il rischio di incendi ed esplosioni, messo a punto dalla Dow Chemical Company.
La norma ISO 16732-1 (Fire safety engineering — Fire risk assessment — Part 1: General) indica i principi generali per la stima del rischio incendio, mentre nel caso specifico di macchinari, la valutazione del rischio incendio è trattata dalla norma ISO 19353 (Safety of machinery — Fire prevention and fire protection).

### Identificazione delle possibili cause di incendio
Anche lo studio di incendi già manifestati in passato e delle loro cause e modalità di svolgimento rientra nelle attività di prevenzione da possibili incendi futuri. Sebbene le statistiche sulle cause di incendio possano variare considerevolmente a seconda della regione geografica e del tipo di incendio considerato (ad esempio: incendio boschivo, incendio domestico, incendio sul lavoro, incendio di apparecchiature elettriche, ecc.), e spesso la causa di un incendio non sia chiaramente identificabile, tali statistiche sono spesso utilizzate nella prevenzione incendi al fine di identificare, almeno in un primo momento, le possibili cause di incendio, in modo da valutare poi misure di prevenzione e protezione appropriate per ciascuna possibile causa identificata.

Incendio doloso di un edificio a Minneapolis durante attività di protesta per George Floyd.

L'organizzazione no-profit National Fire Protection Association (NFPA) indica tra le maggiori cause di incendio domestico:
- cottura di cibi (responsabile di circa la metà degli incendi in casa[13])
- sistemi di riscaldamento (ad esempio: utilizzo non corretto di sistemi di riscaldamento fissi o portatili)
- cause elettriche (ad esempio: impianti elettrici difettosi o sovraccarichi, ecc.)
- fumare sigarette, pipe e sigari (da cui l'indicazione da parte di NFPA di fumare all'esterno dell'edificio[14])
- uso di candele (responsabili in media di 90 morti all'anno negli Stati Uniti[15]).

Altre comuni cause di incendio sono:
- negligenza nell'uso di fiamme libere
- ostruire la ventilazione di apparecchi elettrici, di uffici, ecc.

Nel caso degli incendi boschivi, l'Istituto superiore per la protezione e la ricerca ambientale (ISPRA) riporta che, per gli incendi boschivi in Italia di cui sia conosciuta la causa, questa è per la maggior parte umana e volontaria (quindi di tipo doloso), mentre solo una minima parte è associabile a cause naturali. Ad esempio, i dati del 2018 indicano quanto le seguenti percentuali:
- 23,1% - incendi non classificati
- 3,4% - incendi di origine dubbia
- 50,2% - incendi per causa umana, volontari
- 20,1% - incendi per causa umana, involontari
- 3,2% - incendi di causa naturale.

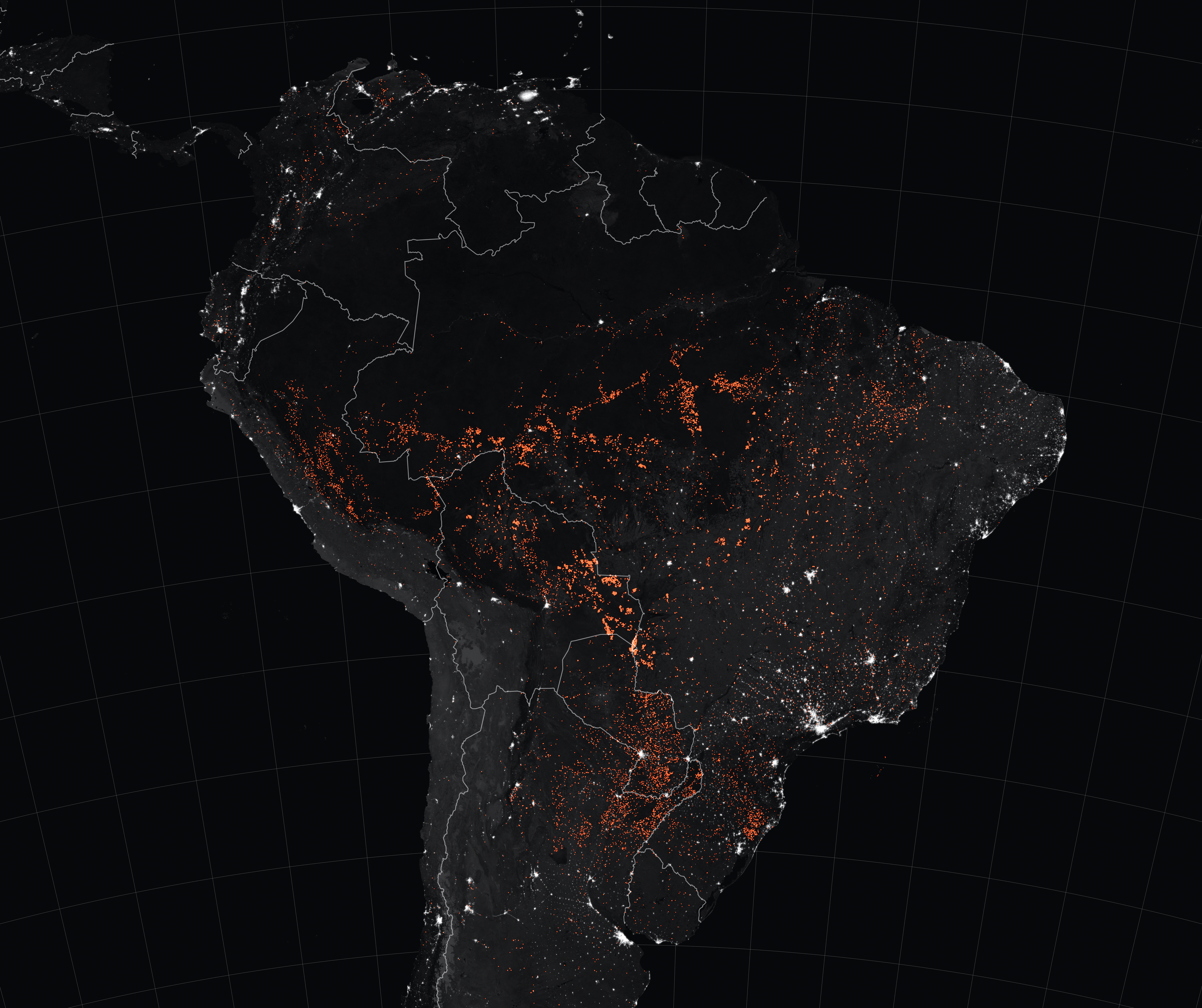
Gli incendi attivi in Amazzonia il 22 agosto 2019.

Gli incendi boschivi di origine dolosa, oltre a rappresentare un rischio per la sicurezza delle persone, possono minacciare gravemente l'intero ambiente globale: è questo il caso, ad esempio, degli incendi in Amazzonia del 2019. In particolare, il 22 agosto 2019 l'Atmospheric Infrared Sounder del satellite Aqua (NASA) ha elaborato i dati sulle emissioni di monossido (CO) e diossido di carbonio (CO2) causate dagli incendi in Amazzonia. Nello stesso giorno il Copernicus Climate Change Service dell'Unione europea ha rilevato un picco percepibile nelle emissioni di CO e CO2 causato dagli stessi incendi.

### Eliminazione e controllo delle sorgenti di innesco
Le sorgenti di innesco di un incendio si suddividono in quattro categorie:
- Accensione diretta: una scintilla, ad esempio, entra in contatto con un materiale combustibile in presenza di ossigeno.
- Accensione indiretta: avviene per convezione, conduzione e irraggiamento termico.
- Attrito: avviene per sfregamento di due materiali.
- Autocombustione o riscaldamento spontaneo: ad esempio reazioni chimiche esotermiche e lenti processi di ossidazione, dove il calore è prodotto dal combustibile.

L'eliminazione o il controllo di tali sorgenti di innesco è una possibile misura di prevenzione incendi, fermo restando che la possibilità che sia presente un innesco è spesso elevata in molte situazioni (si pensi ad esempio alla onnipresenza di tecnologie che utilizzano energia elettrica, che possono potenzialmente originare scintille e calore). Pertanto, sebbene l'eliminazione delle fonti di innesco sia auspicabile, spesso si riduce ad un controllo di tali fonti di innesco, riducendo, ma non azzerando, il rischio di un possibile innesco.

## Misure di protezione
La protezione da incendi negli edifici a terra, nelle costruzioni offshore o a bordo delle navi si ottiene in genere attraverso:
- Protezione da incendi passiva
- Protezione da incendi attiva
- Istruzione.

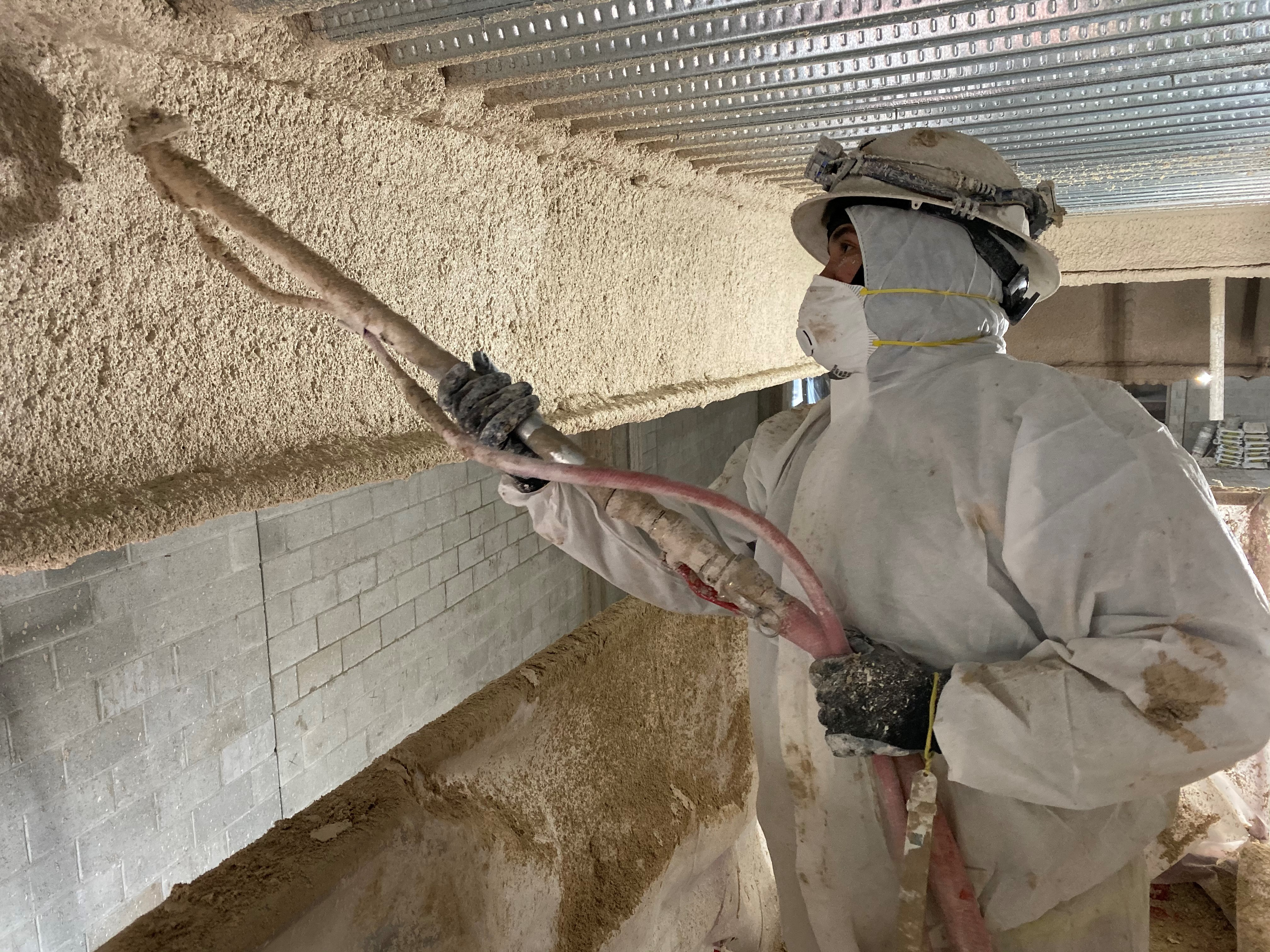
Esempio di protezione incendi passiva: ignifugazione tramite applicazione di materiale ignifugo con base cementizia.

La protezione incendi passiva non richiede l'intervento di un uomo o di un impianto, e consiste nell'uso di:
- Barriere antincendio: come ad esempio, muri tagliafuoco, porte tagliafuoco, pavimenti ignifughi, isolamento dell'edificio, distanze di sicurezza esterne ed interne, ecc. Tali barriere possono essere utilizzate per formare compartimenti antincendio destinati a limitare la diffusione del fuoco, le alte temperature e il fumo.
- Materiali classificati per un'adeguata reazione al fuoco
- Sistemi di ventilazione
- Uscite di emergenza e vie d'uscita consone.

La protezione incendi attiva richiede l'intervento dell'uomo o di un impianto per il rivelamento e la soppressione manuale e in automatico degli incendi, e consiste nell'uso di:
- Rete idrica antincendi
- Estintori
- Impianti di rivelazione e spegnimento automatici (ad esempio sistemi sprinkler)
- Evacuatori di fumi e calore
- Dispositivi di segnalazione ed allarme.

L'istruzione antincendio consiste nella fornitura di informazioni sui sistemi di protezione passivi e attivi a proprietari di edifici, operatori, occupanti e personale di emergenza, in modo che abbiano una comprensione pratica su come e quando usare questi sistemi e su come mettere in atto le indicazioni del piano di sicurezza antincendio. Le esercitazioni antincendio e l'utilizzo di segnaletica di sicurezza antincendio sono esempi di istruzione.

### Prove di infiammabilità e reazione al fuoco
L'infiammabilità e la resistenza dei materiali al fuoco può essere quantificata attraverso diversi parametri, tra cui:
- Punto di combustione: temperatura alla quale un materiale prende fuoco e brucia per almeno 5 secondi
- Punto di fumo: temperatura a cui un grasso alimentare riscaldato comincia a rilasciare sostanze volatili che divengono visibili sotto forma di un fumo[19]
- Punto di infiammabilità o punto di fiamma (in inglese flash point) di un combustibile: temperatura più bassa alla quale si formano vapori in quantità tale che in presenza di ossigeno (aria) e di un innesco danno luogo al fenomeno della combustione[20]
- Temperatura di autoignizione di un combustibile: temperatura minima alla quale la sostanza inizia spontaneamente a bruciare in presenza di ossigeno, senza sorgenti esterne di innesco[21]

Esistono metodi standard per misurare la resistenza al fuoco, specifici per ciascun tipo di materiale o oggetto, ad esempio:
- ISO 10093 Plastics — Fire tests — Standard ignition sources[23]
- ISO 10047 Textiles — Determination of surface burning time of fabrics[24]
- ISO 3795 Road vehicles, and tractors and machinery for agriculture and forestry — Determination of burning behaviour of interior materials[25]
- ISO 9239-1 Reaction to fire tests for floorings — Part 1: Determination of the burning behaviour using a radiant heat source[26]

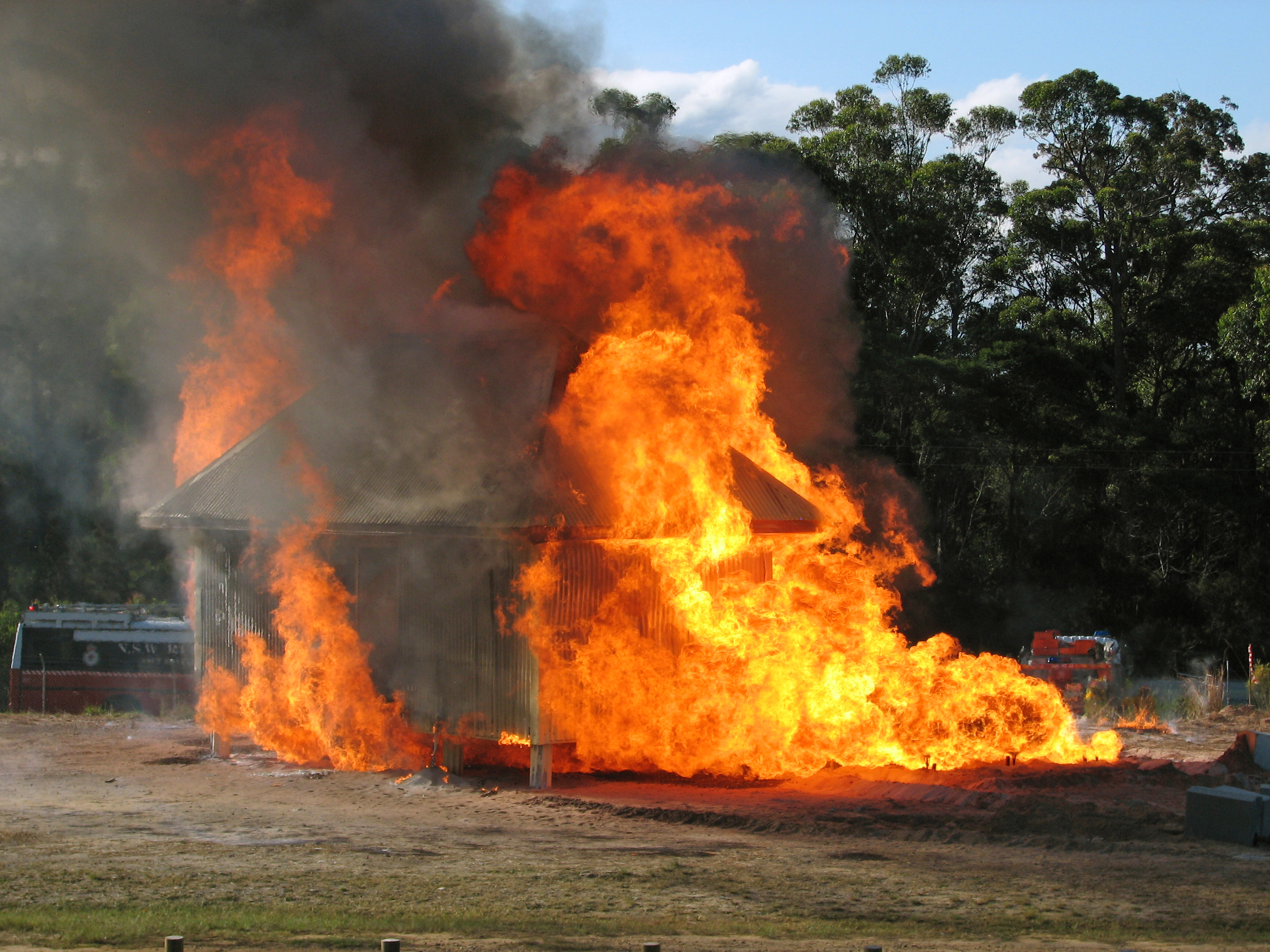
Prova dell'efficacia di una casa per verificarne la resistenza ad un incendio boschivo.
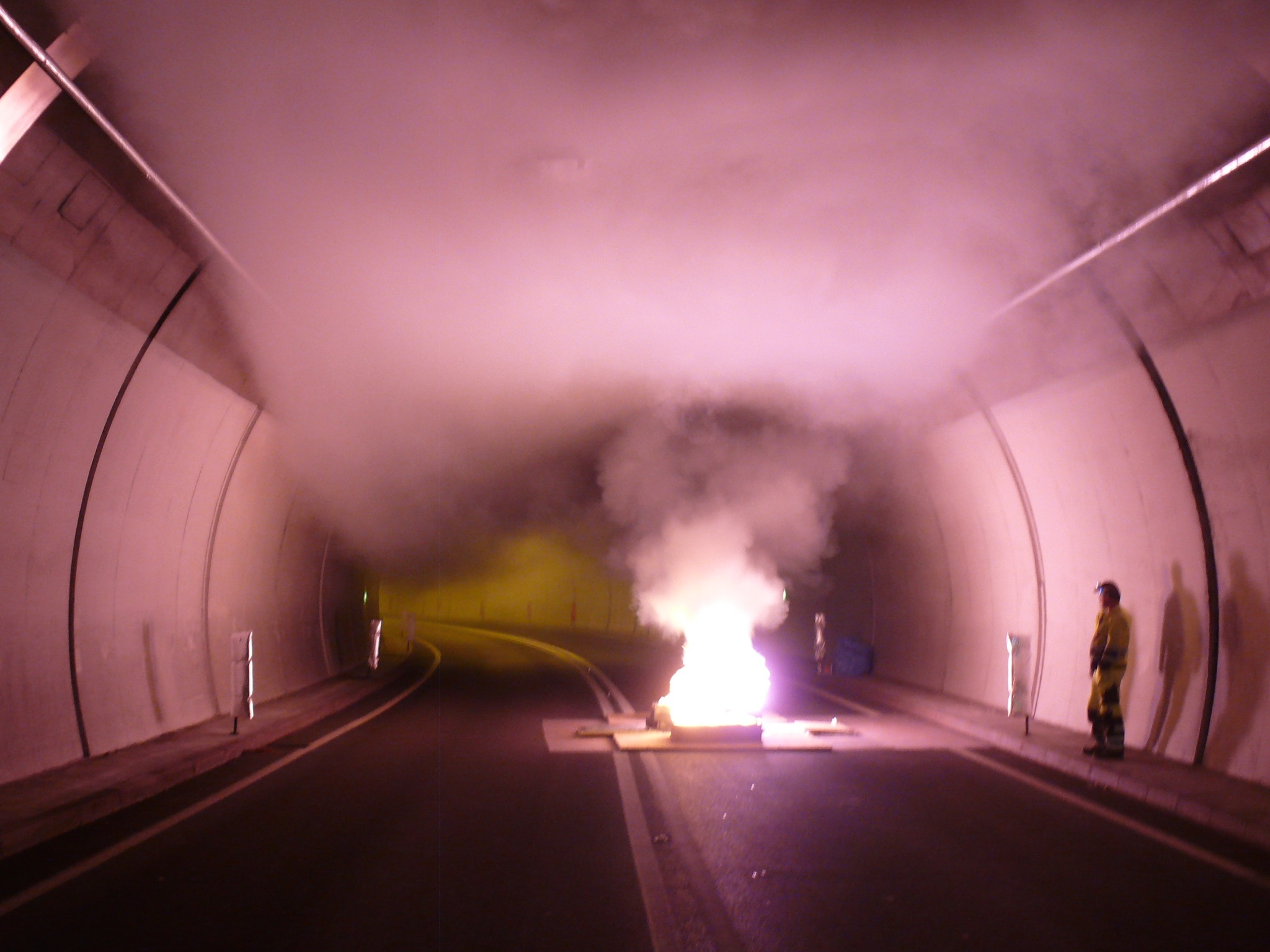
Prova di incendio per testare l'efficacia di un sistema di ventilazione in una galleria stradale.
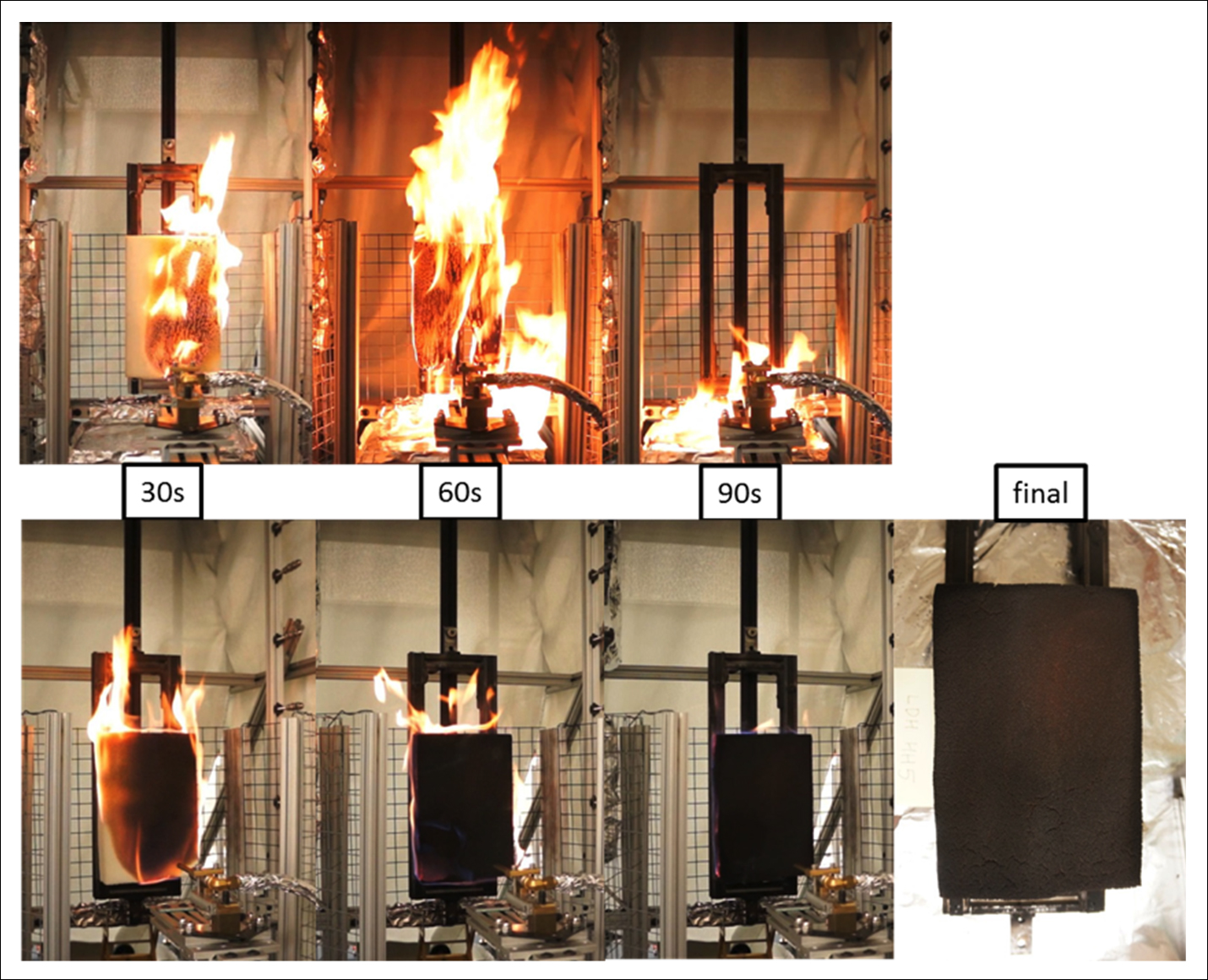
Prova di infiammabilità su una schiuma poliuretanica.
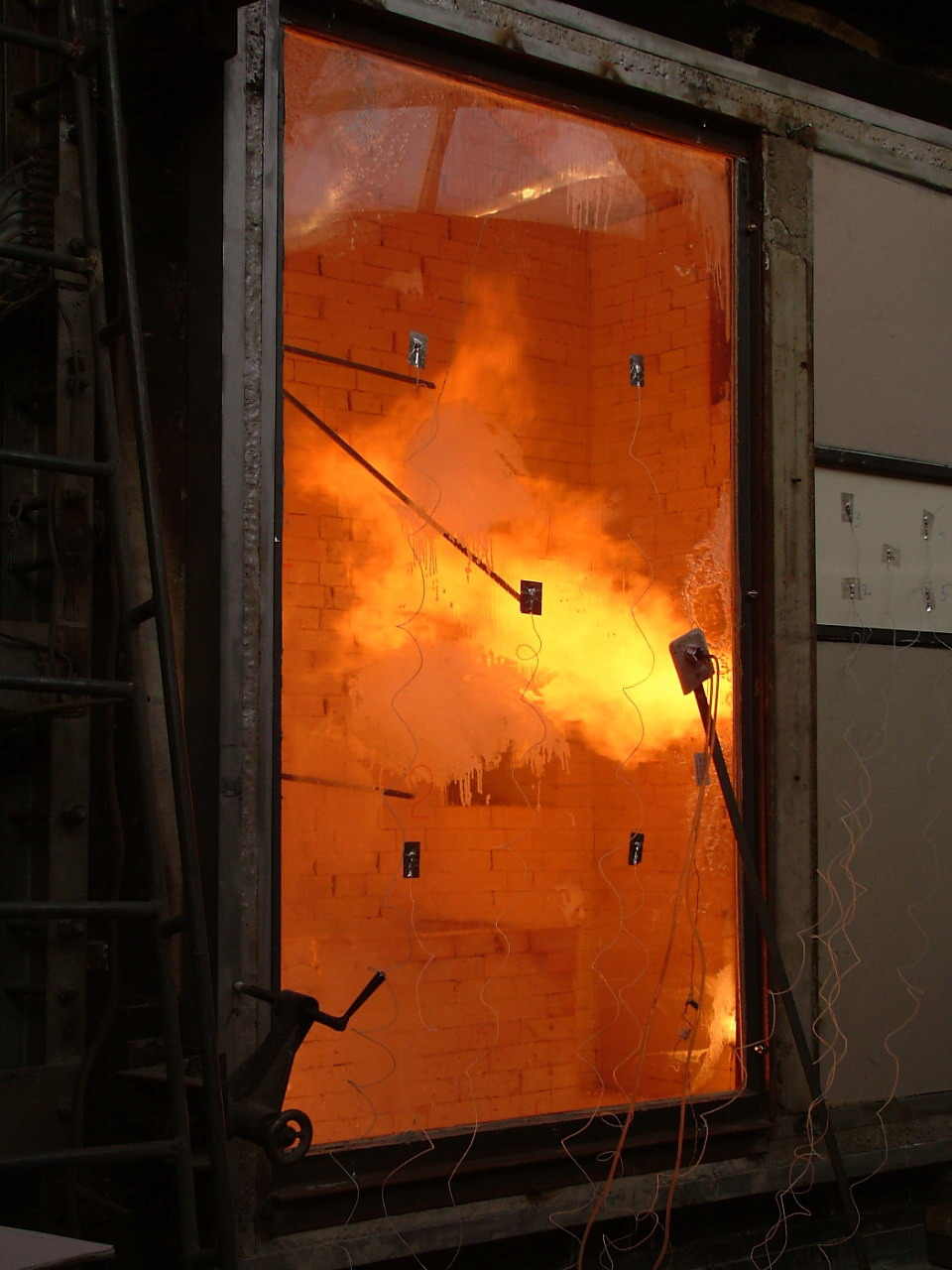
Test su vetro ignifugo "Paraflam"

### Dispositivi di protezione

#### Indumenti antincendio
Le caratteristiche che deve possedere un indumento per potere essere definito "antincendio" sono specificate dalle norme internazionali ISO 11612 Protective clothing — Clothing to protect against heat and flame — Minimum performance requirements e ISO 14116 Protective clothing — Protection against flame — Limited flame spread materials, material assemblies and clothing. La conformità a tali norme è indicata da un apposito simbolo (che raffigura una fiamma all'interno di uno scudo) riportato sugli indumenti, assieme all'indicazione della norma ISO e eventualmente alla relativa classe di protezione (quest'ultima solo per la conformità alla norma ISO 11612).

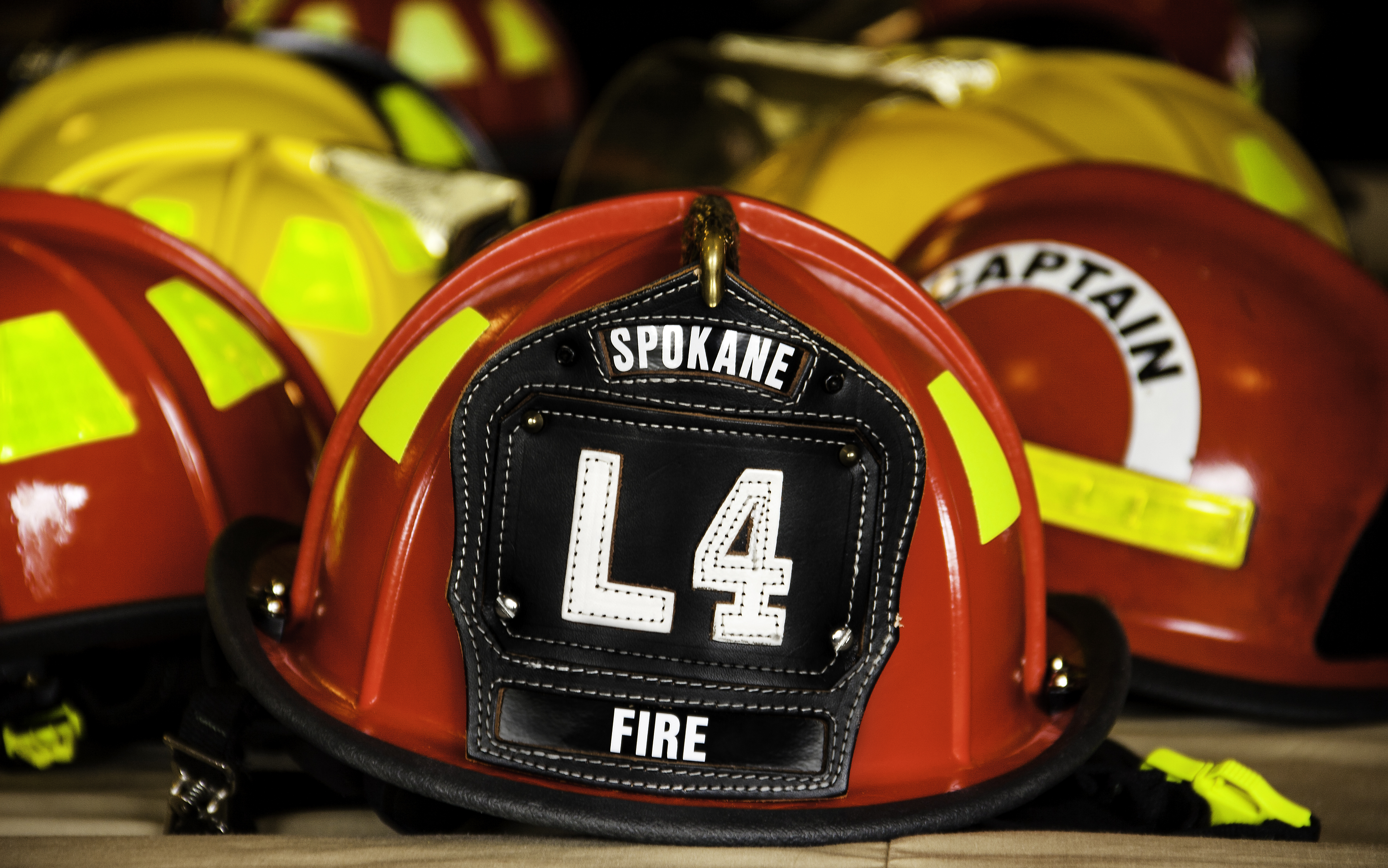
Elmetti antincendio presso la stazione dei vigili del fuoco di Philomath, Oregon
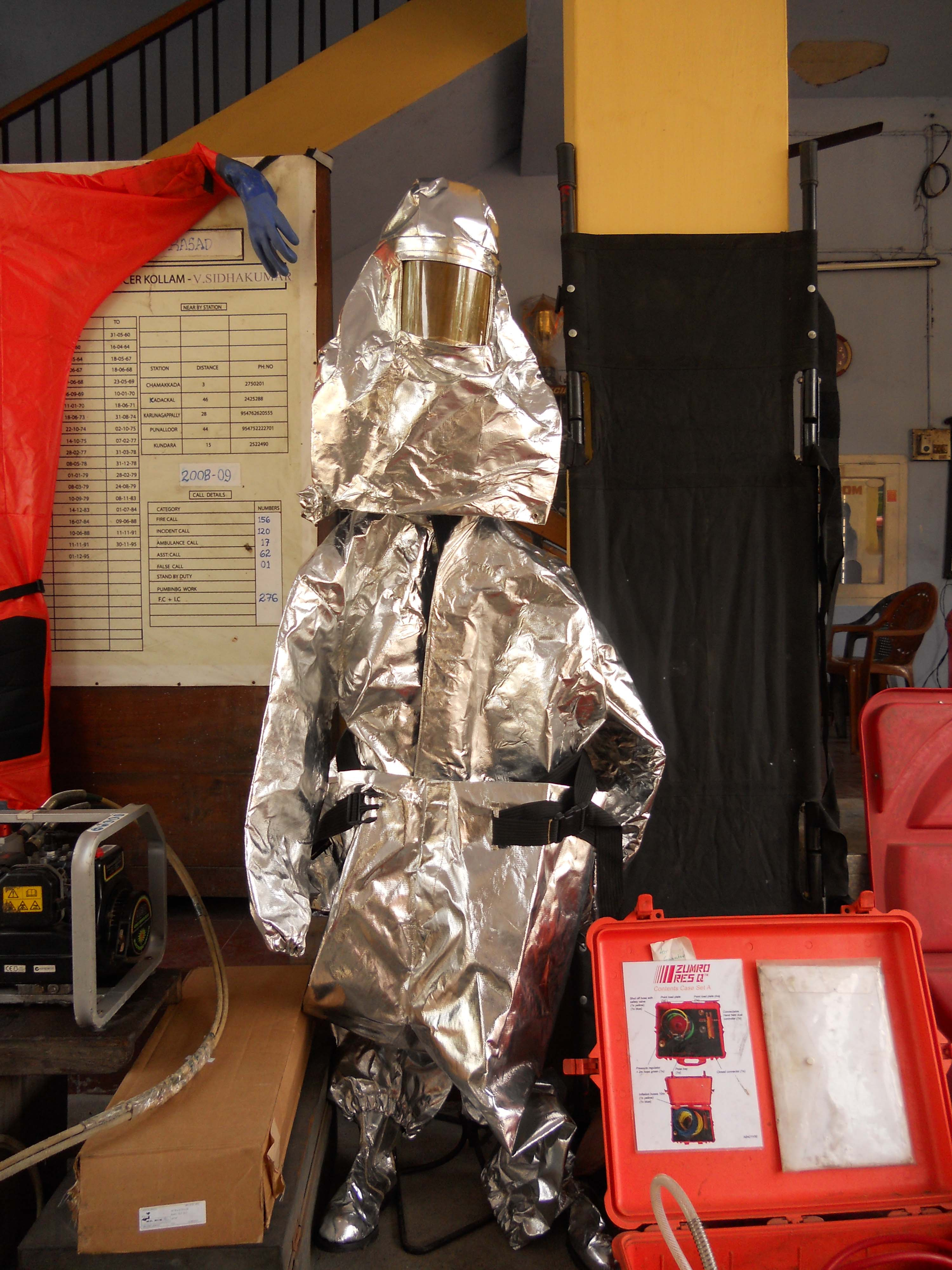
Tuta in alluminio usata per operazioni di soccorso
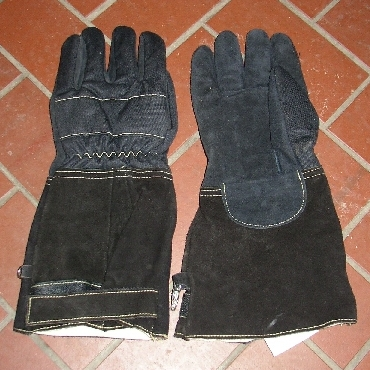
Guanti da pompiere
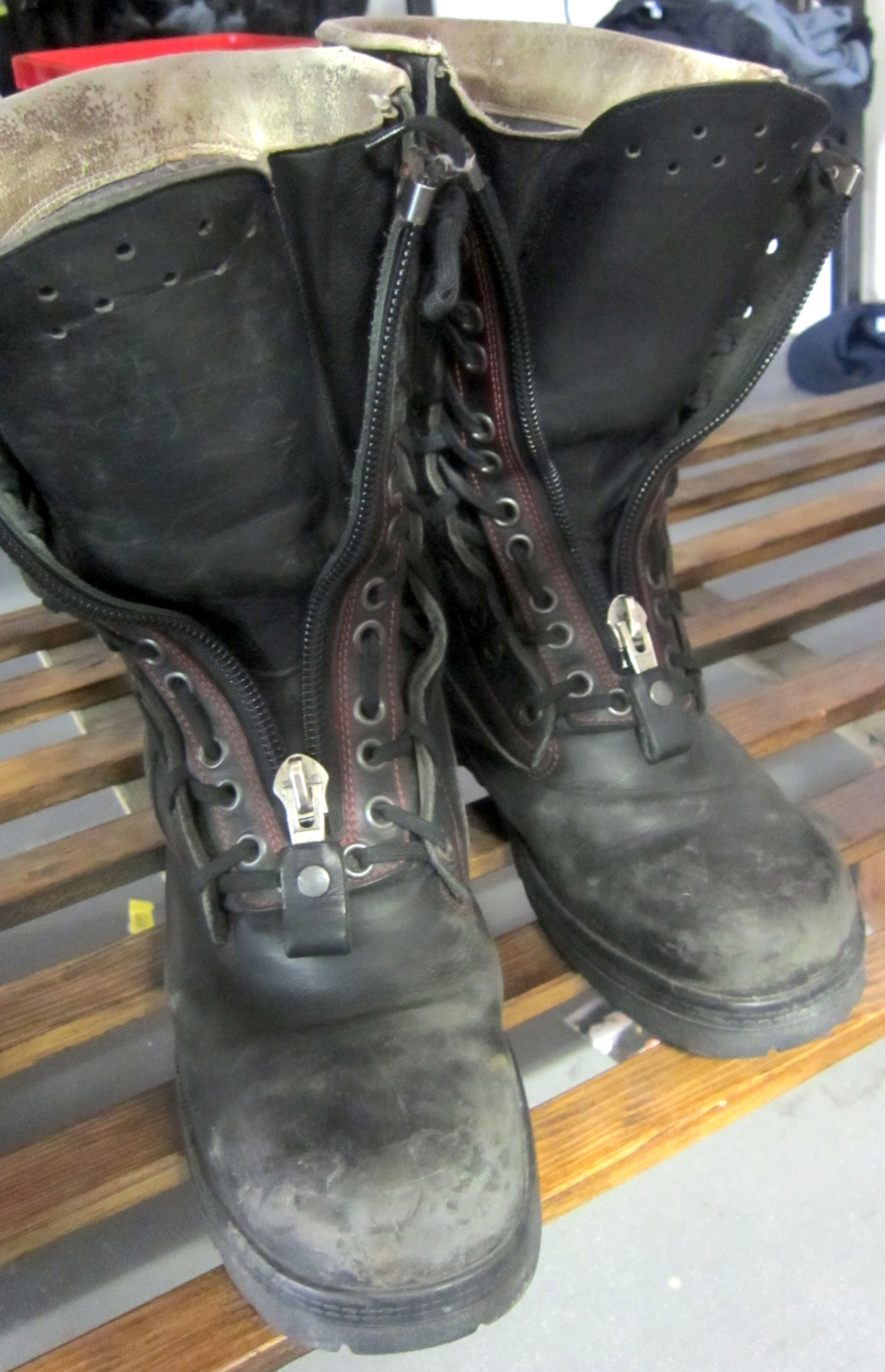
Un paio di stivali di sicurezza utilizzati dai vigili del fuoco professionisti ad Augusta, in Germania

#### Scale antincendio

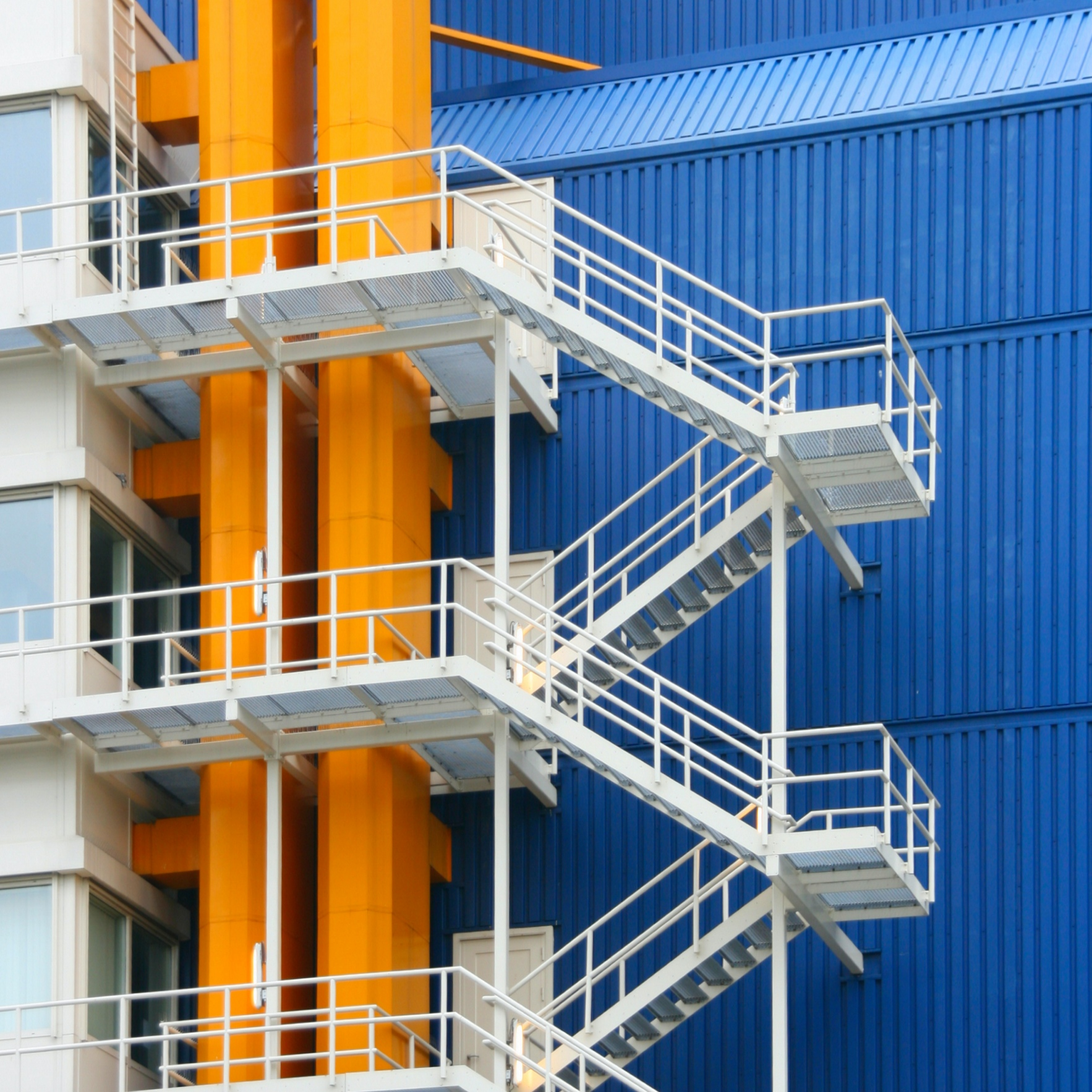
Scale di sicurezza antincendio esterne ad un edificio pubblico nei Paesi Bassi.

### Segnali di emergenza antincendio
La norma internazionale ISO 7010 definisce segnali di sicurezza antincendio standard, obbligatoriamente con figura bianca su sfondo rosso.

Cartello per estintore
Cartello per idrante (manichetta antincendio o naspo)
Cartello per scala antincendio
Cartello per attrezzatura per lotta antincendio
Cartello per punto di segnalazione manuale
Cartello per telefono di emergenza incendio
Cartello per porta tagliafuoco
Cartello addizionale per indicare la direzione (a destra) dove si trova una protezione da incendi indicata in altro cartello affiancato (ad esempio: estintore, idrante, ecc.)
Cartello addizionale per indicare la direzione (in basso a destra) dove si trova una protezione da incendi indicata in altro cartello affiancato (ad esempio: estintore, idrante, ecc.)

Altri segnali di sicurezza, sebbene non specifici per la sicurezza antincendio, hanno comunque la loro utilità come misura di protezione da incendi e per minimizzare il rischio per la sicurezza delle persone in caso di incendio. Questi comprendono, ad esempio il segnale di divieto di usare acqua per spegnere incendi (collocato ad esempio nei pressi di quadri elettrici e apparecchiature elettriche) e i segnali di emergenza (anche questi definiti dalla norma internazionale ISO 7010, utili a evacuare rapidamente e in sicurezza i luoghi interessati da incendio).

Cartello per divieto di usare acqua per spegnere un incendio
Cartello per direzione dell'uscita di emergenza
Cartello per uscita con scala di emergenza
Cartello per punto di raccolta

### Sistemi di rivelazione e allarme
I sistemi di rivelazione incendi e i sistemi di allarme antincendi assolvono rispettivamente alle seguenti funzioni, che per essere efficaci devono essere integrate assieme in un unico sistema di rivelamento e allarme antincendio:
- rivelare un incendio nel minor tempo possibile e fornire segnalazioni ed indicazioni;
- fornire segnalazioni ottiche o acustiche agli occupanti di un edificio.

I sistemi di rivelazione e allarme possono essere:
- sistemi di rivelazione fissi automatici: non necessitano dell'azione umana e sono usati per rivelare e segnalare il pericolo di incendio nel tempo più breve possibile;
- sistemi di allarme fissi manuali: sono attivati dagli occupanti dell'edificio.

I componenti principali di un comune sistema di rivelazione e allarme sono:
- rivelatori d'incendio: rivela l'incendio attraverso apposita sensoristica
- centrale di controllo e segnalazione: gestisce il sistema e lo scambio di segnali tra i vari componenti del sistema
- apparecchiatura di alimentazione primaria (che sfrutta l'energia elettrica fornita dalla rete elettrica pubblica) e secondaria (che sfrutta l'energia elettrica di una batteria di accumulatori)
- dispositivi d'allarme incendio: con segnalazioni acustiche (ad esempio: sirene, campane, ecc.) e luminose (segnalatori luminosi di allarme antincendio)
- punti di segnalazione manuale (ad esempio: pulsanti azionati in seguito alla rottura di un vetro).

I rivelatori di incendio possono essere classificati a seconda dell'effetto dell'incendio che rivelano in:
- rivelatori di fumo
- rivelatori di calore
- rivelatori di fiamma
- rivelatori di gas
- rivelatori multicriterio.

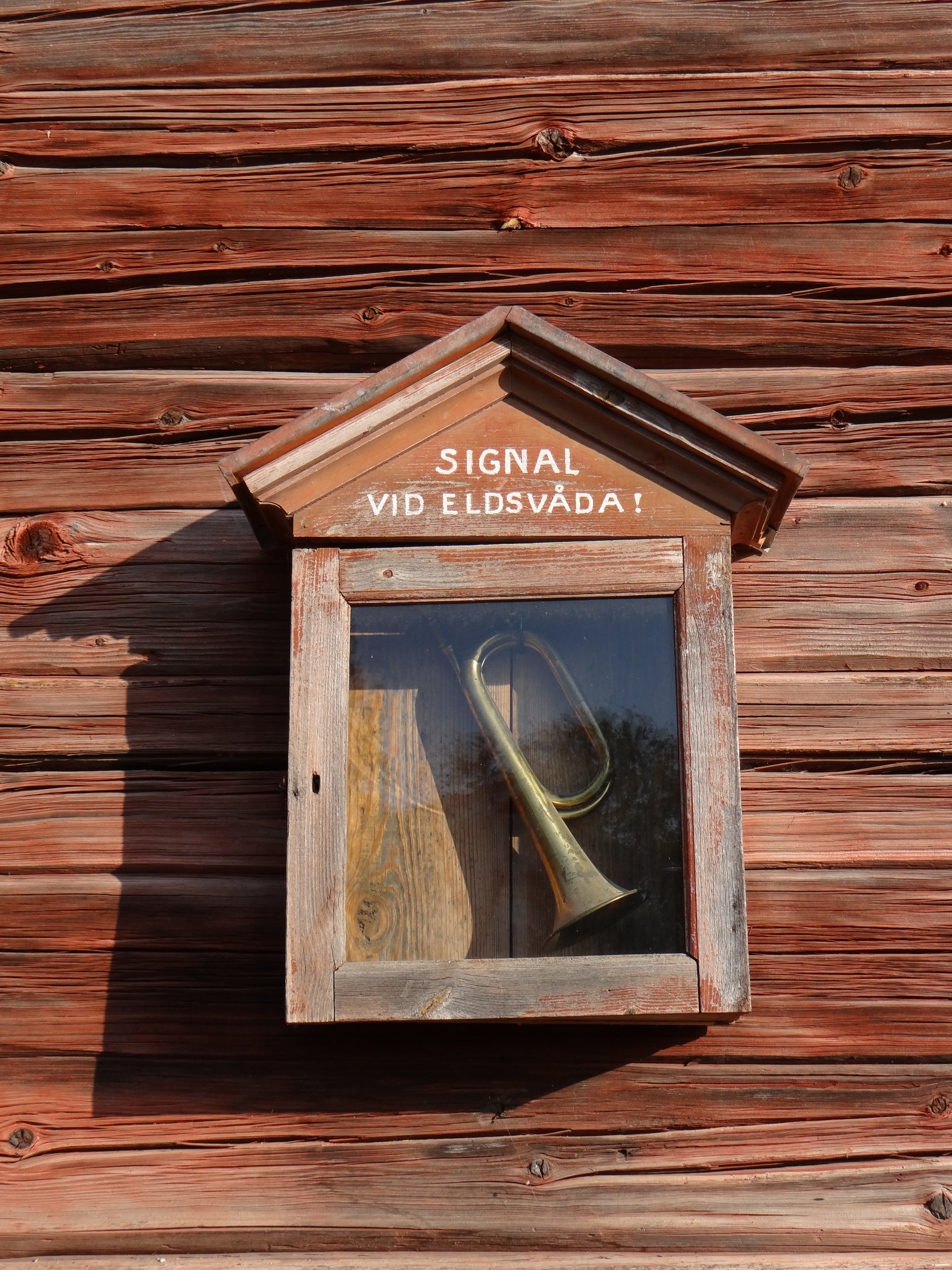
Corno utilizzato come allarme antincendio in Svezia, riportante la dicitura "Signal vid eldsvada!" (Suonare in caso di incendio!)
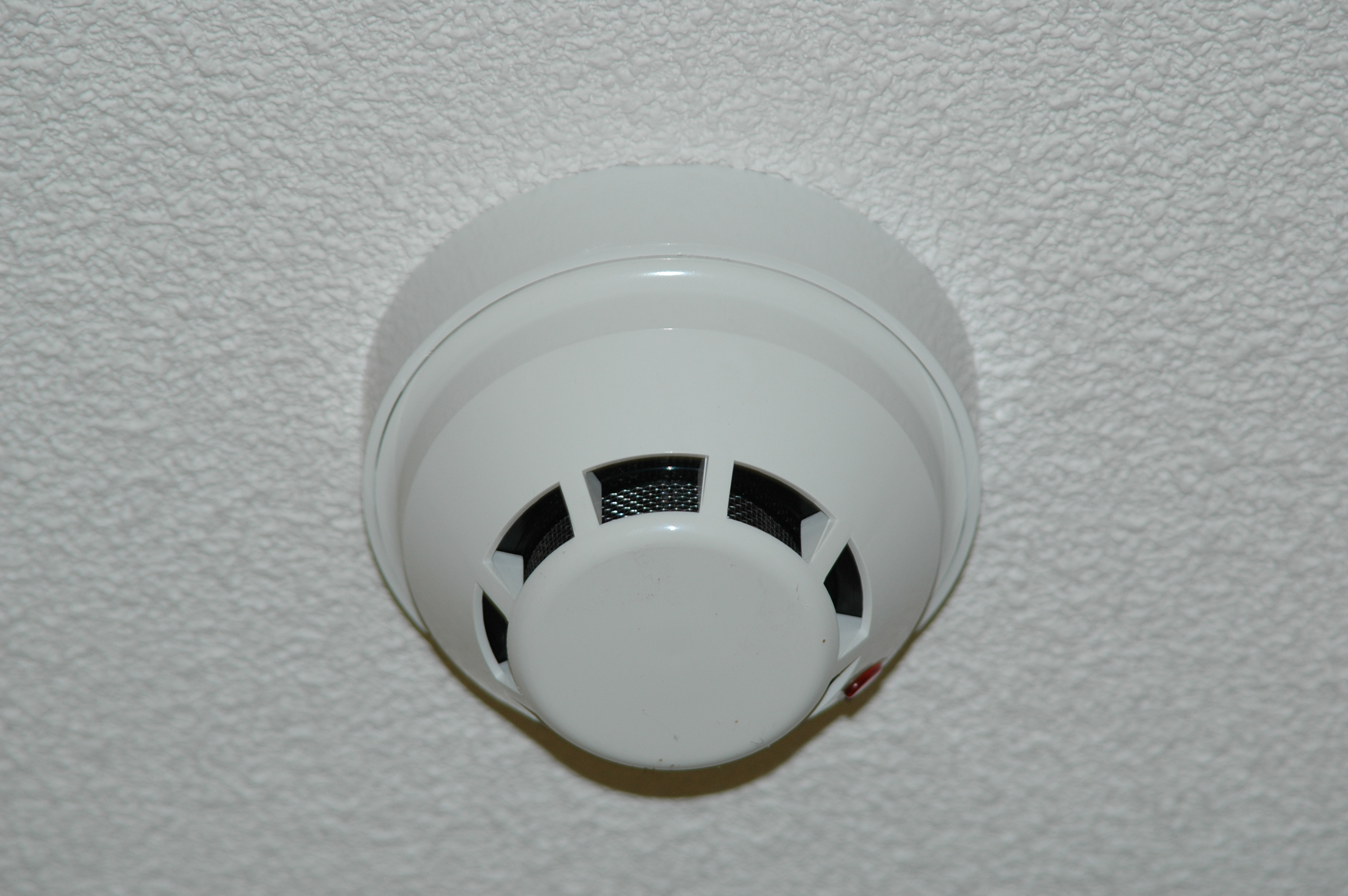
Rivelatore di incendio con sensore di fumo installato al soffitto
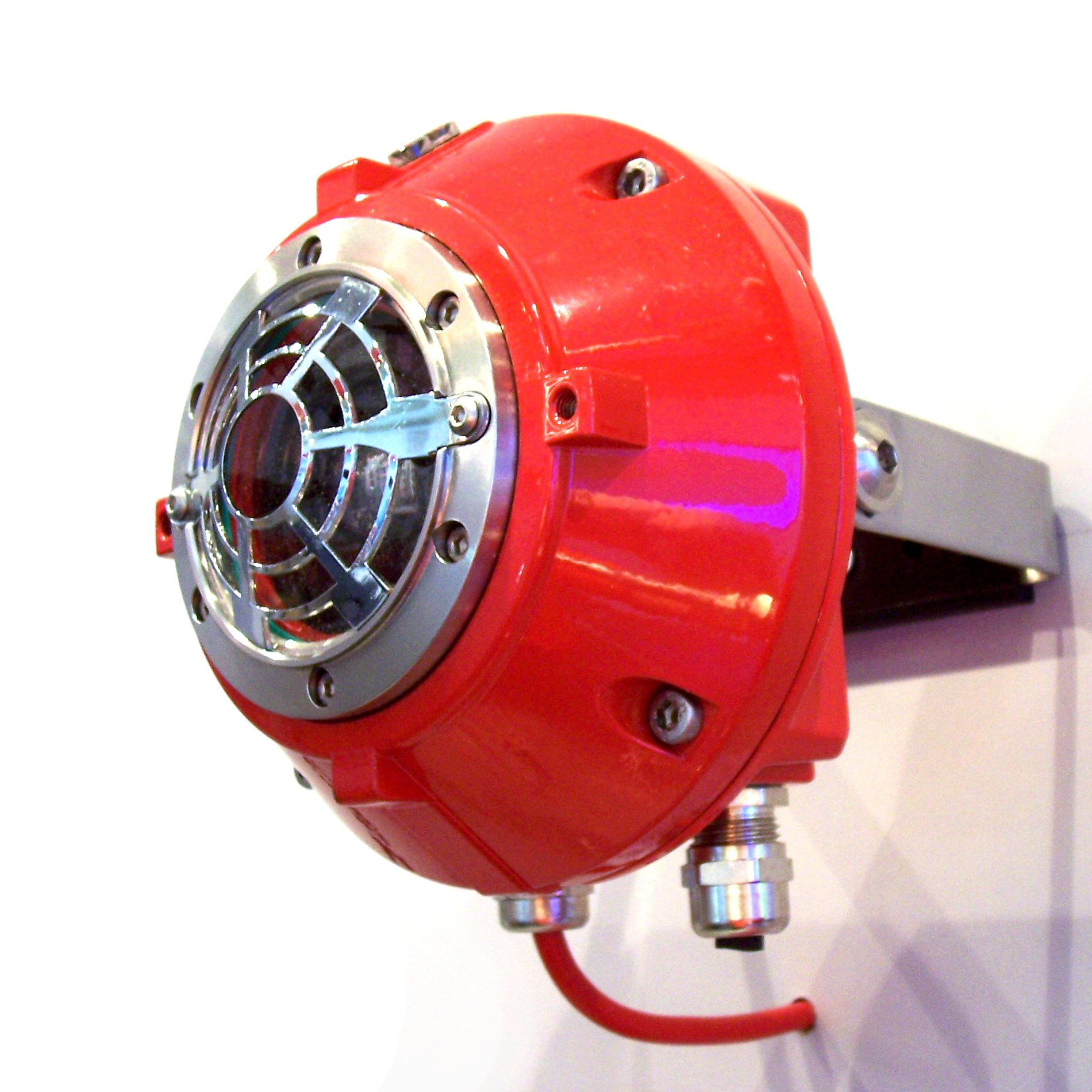
Rivelatore di incendio con sensore di fiamma
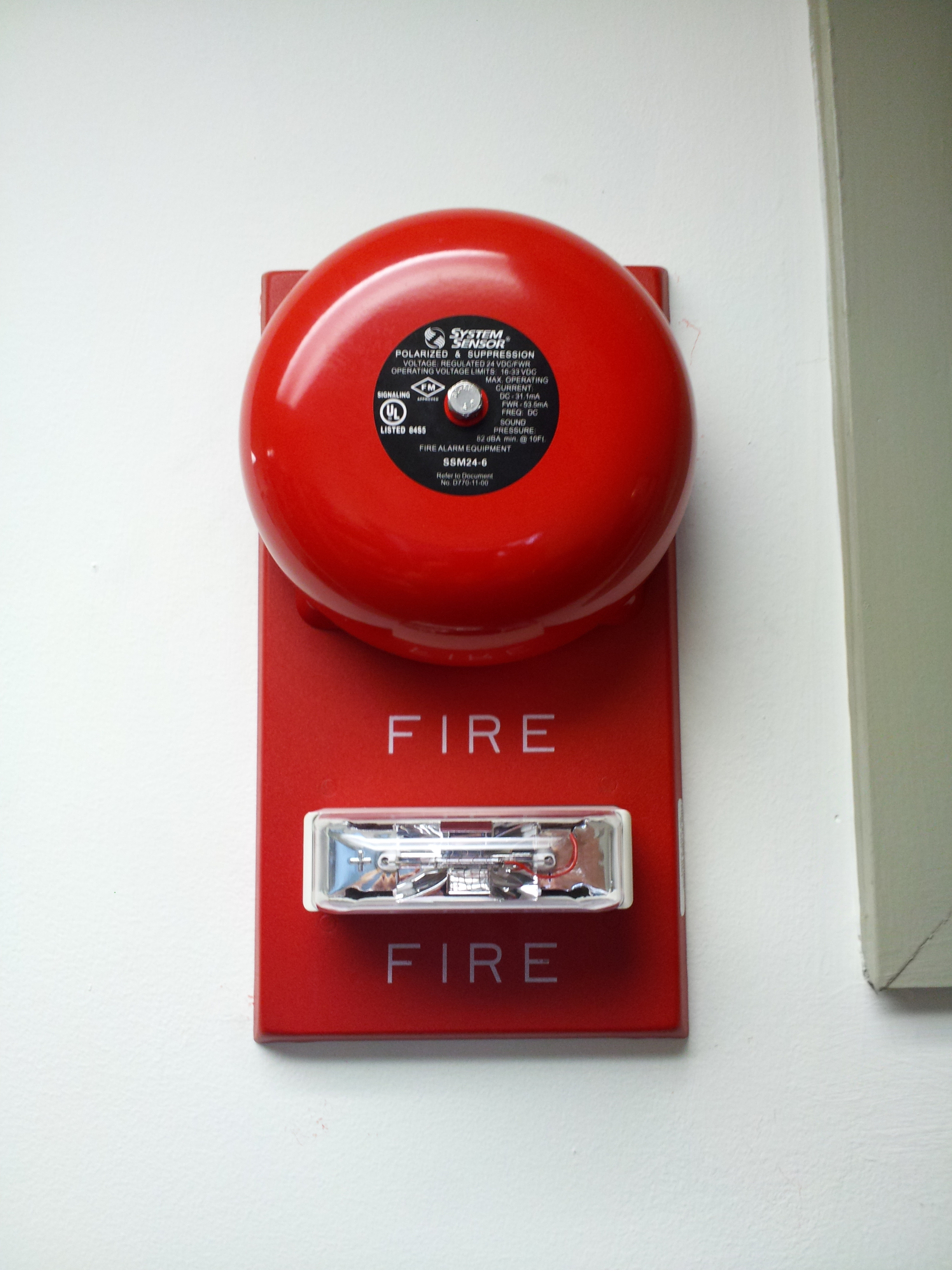
Segnalatore acustico e luminoso
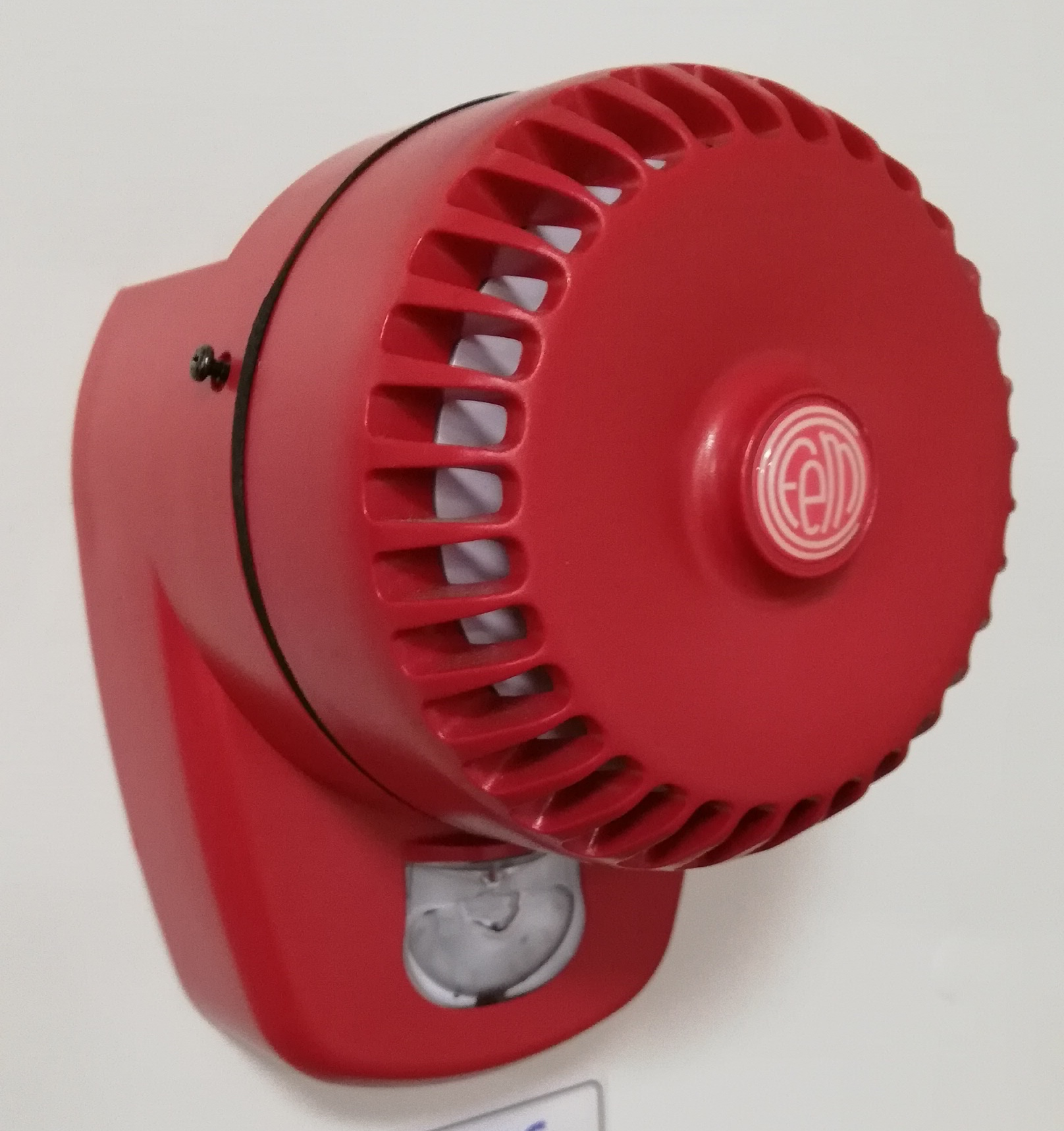
Sirena di allarme antincendio
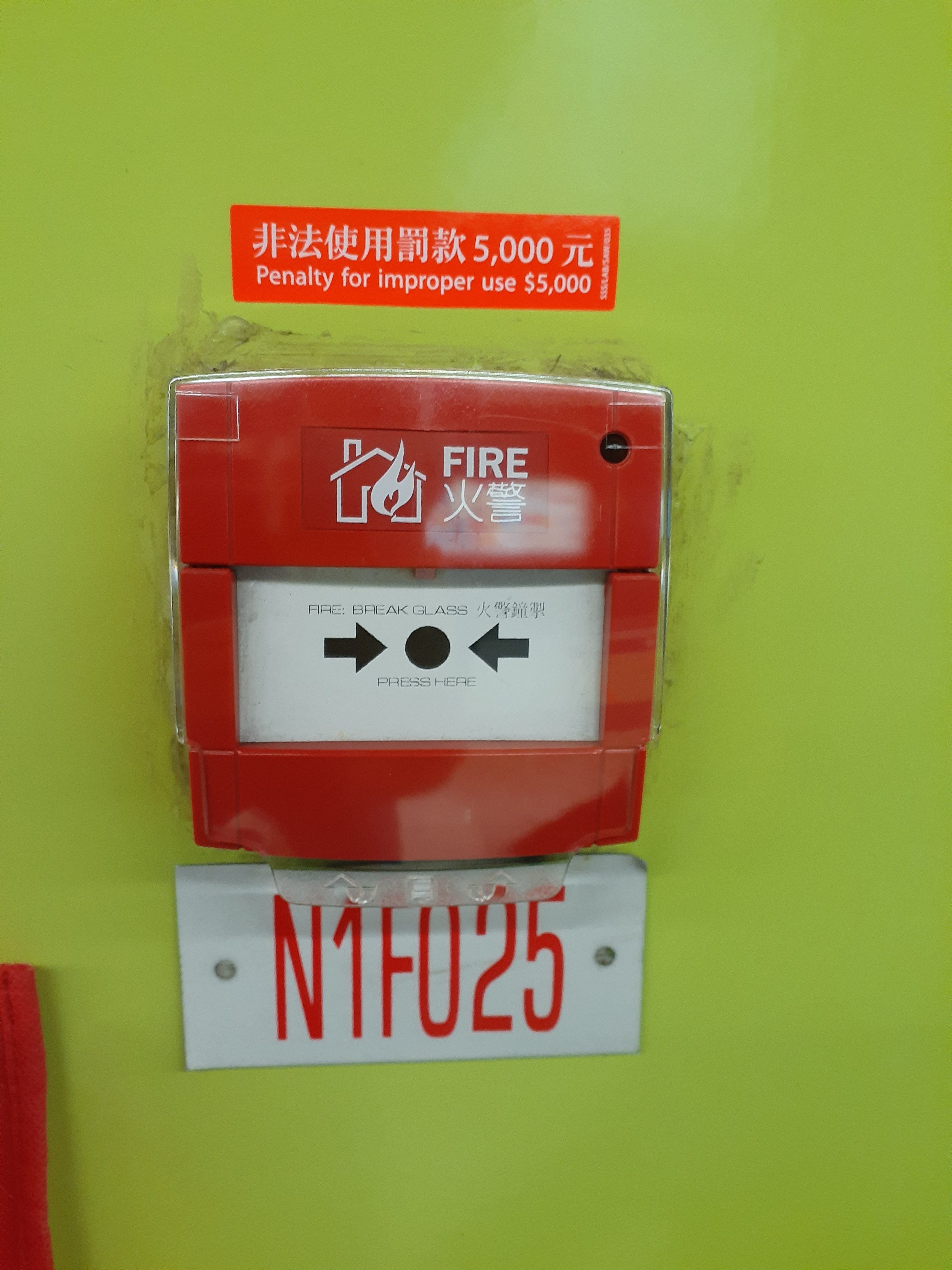
Punto di segnalazione manuale
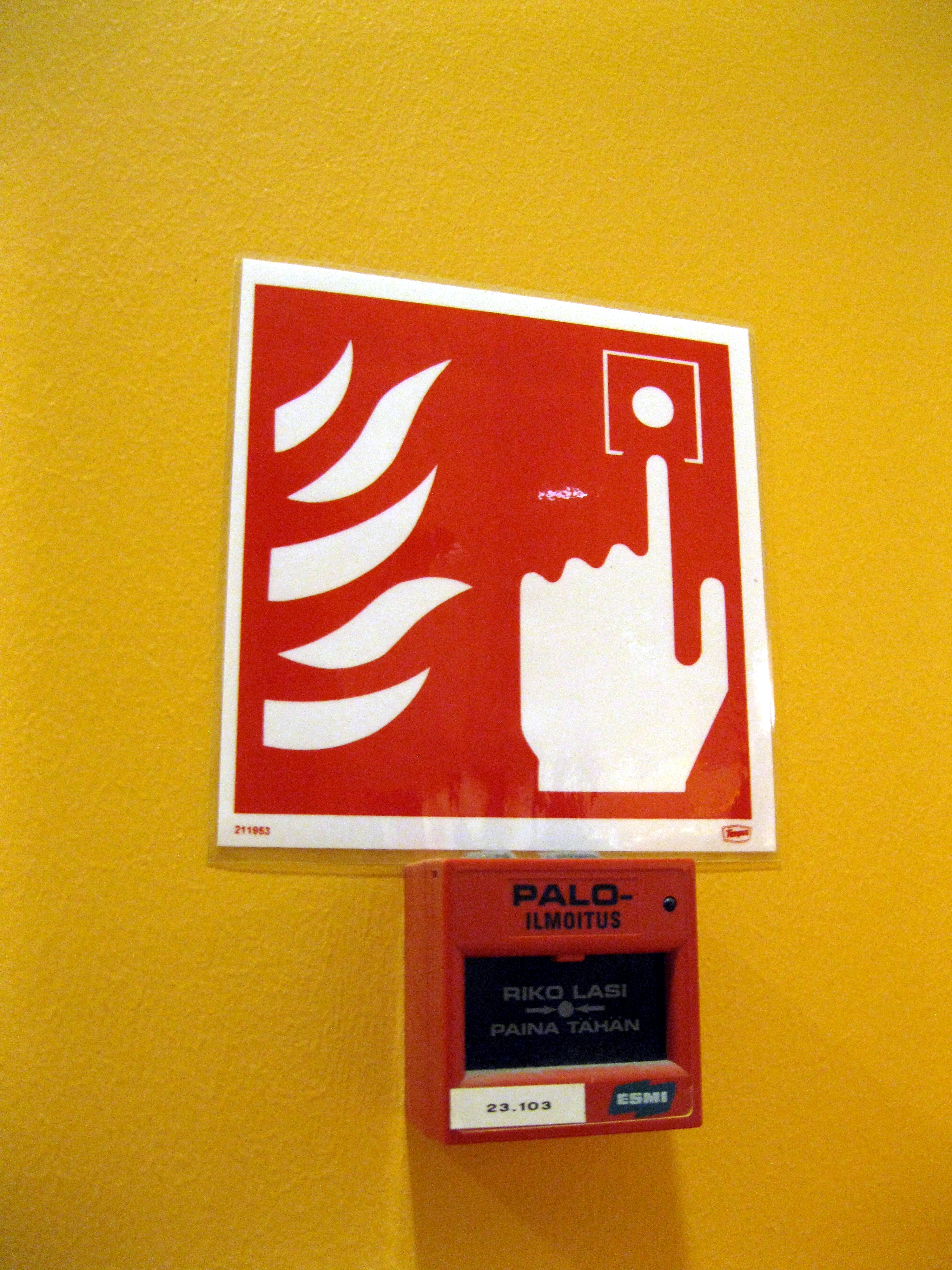
Punto di segnalazione manuale segnalato da apposito cartello

### Metodi e mezzi di spegnimento
Ci sono fondamentalmente tre metodi per spegnere un incendio:
- Esaurimento del combustibile
- Soffocamento
- Raffreddamento

#### Classificazione degli incendi
Per la scelta della protezione appropriata per una determinata situazione, è importante valutare i tipi di rischi di incendio che possono essere affrontati.
Alcune giurisdizioni gestiscono sistemi di classificazione degli incendi utilizzando lettere in codice, più o meno differenti a seconda della giurisdizione. Di seguito è riportata una tabella che mostra lo standard utilizzato in Europa, Australia e negli Stati Uniti.
| Tipo di combustibile | Australia | Europa                                             | Simbolo DIN 4844-2 | Stati Uniti d'America |
| --- | --------- | -------------------------------------------------- | ------------------ | --------------------- |
| Solidi infiammabili come legno, tessuti, gomma, carta e alcune materie plastiche.                                                                        | Classe A  | Classe A                                           |                    | Classe A              |
| Liquidi e solidi liquefatti come benzina, petrolio, vernici, alcune cere e materie plastiche, tranne grassi e oli da cucina                              | Classe B  | Classe B                                           |                    | Classe B              |
| Gas infiammabili, come gas naturale, idrogeno, propano, butano                                                                                           | Classe C  | Classe C                                           |                    |                       |
| Metalli combustibili, come sodio, magnesio e potassio | Classe D  | Classe D                                           |                    | Classe D              |
| Apparecchiature elettriche in tensione, con conseguente rischio elettrico nel caso in cui sia utilizzato un agente estinguente conduttore di elettricità | Classe E  | Classe E (non più presente negli standard europei) |                    | Classe C              |
| Grassi e oli da cucina, per i quali, a causa dell'elevata temperatura di combustione, i normali agenti estinguenti risultano inefficaci.                 | Classe F  | Classe F                                           |                    | Classe K              |

Questa distinzione consente di scegliere l'estinguente adeguato ed una precisa azione operativa antincendio.
Bisogna notare che tecnicamente non esiste un fuoco di "Classe E", poiché l'elettricità stessa non brucia. Tuttavia, è considerata una condizione pericolosa e potenzialmente mortale, che necessita pertanto l'utilizzo di un metodo di estinzione appropriato per evitare lesioni gravi o mortali.
Gli incendi sono talvolta classificati come "un allarme", "due allarmi", "tre allarmi" (o superiori). Non esiste una definizione generalmente accettata e quantificabile, sebbene ciò si riferisca sempre al livello di risposta delle autorità locali. In alcune città, la valutazione numerica si riferisce al numero di caserme dei vigili del fuoco che sono convocate per l'incendio. In altri, il numero conta il numero di "invii" per personale e attrezzature aggiuntivi.

#### Sostanze estinguenti ed estintori
Le sostanze estinguenti comunemente utilizzate per estinguere un incendio sono:
- Acqua: abbassa la temperatura del combustibile, sostituzione dell'ossigeno con vapore acqueo (soffocamento), diluizione delle sostanze infiammabili solubili in acqua.
- Polveri: particelle a base di potassio, fosfati, bicarbonato di sodio e sali organici; (separazione di combustibile e comburente e raffreddano il combustibile incendiato).
- Schiuma: raffreddamento e divisione di combustibile da comburente.
- Gas inerti: anidride carbonica e azoto, riducono la percentuale di comburente impedendo la combustione.

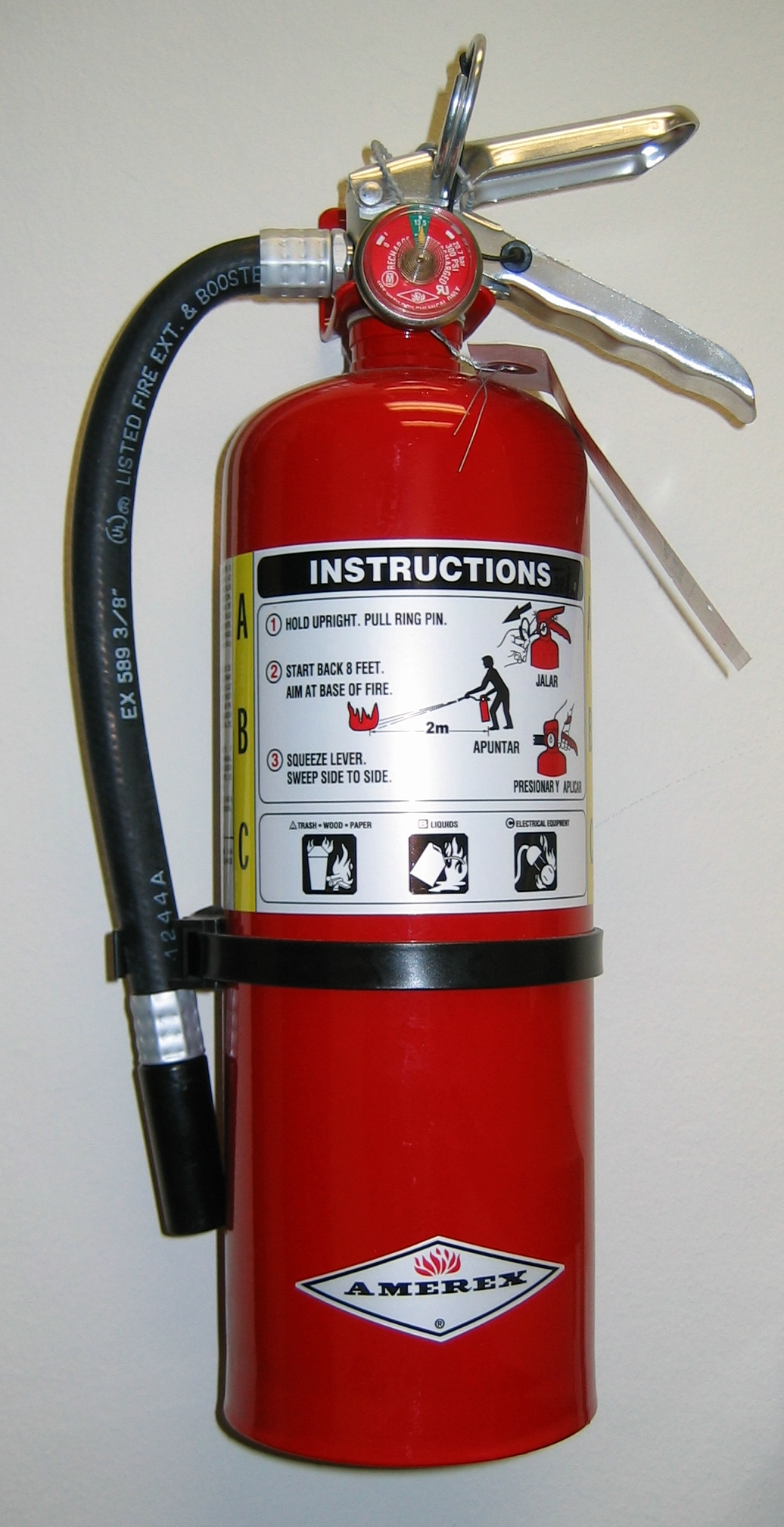
Esempio di estintore per incendi di classe A, B e C
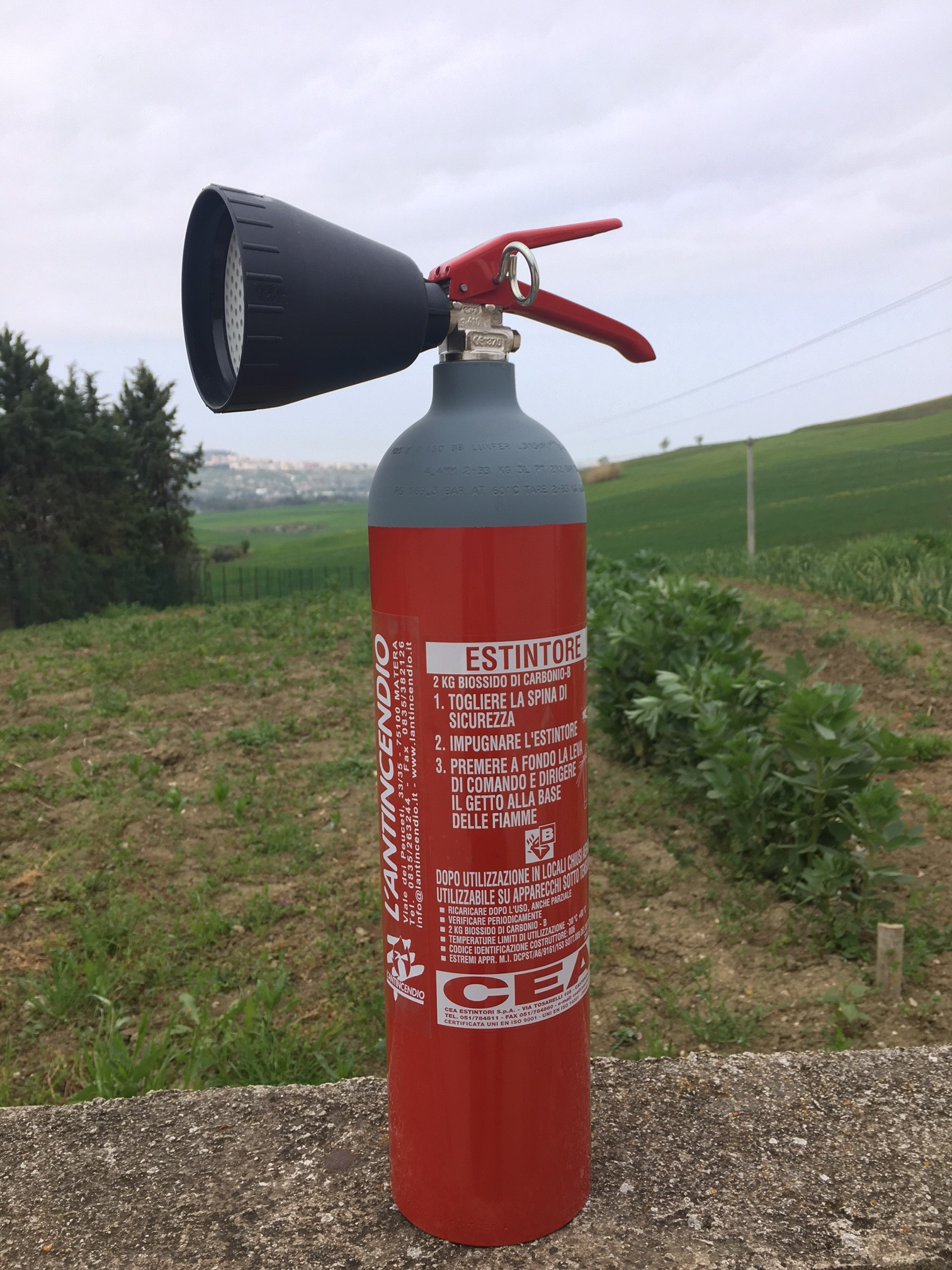
Esempio di estintore a CO2
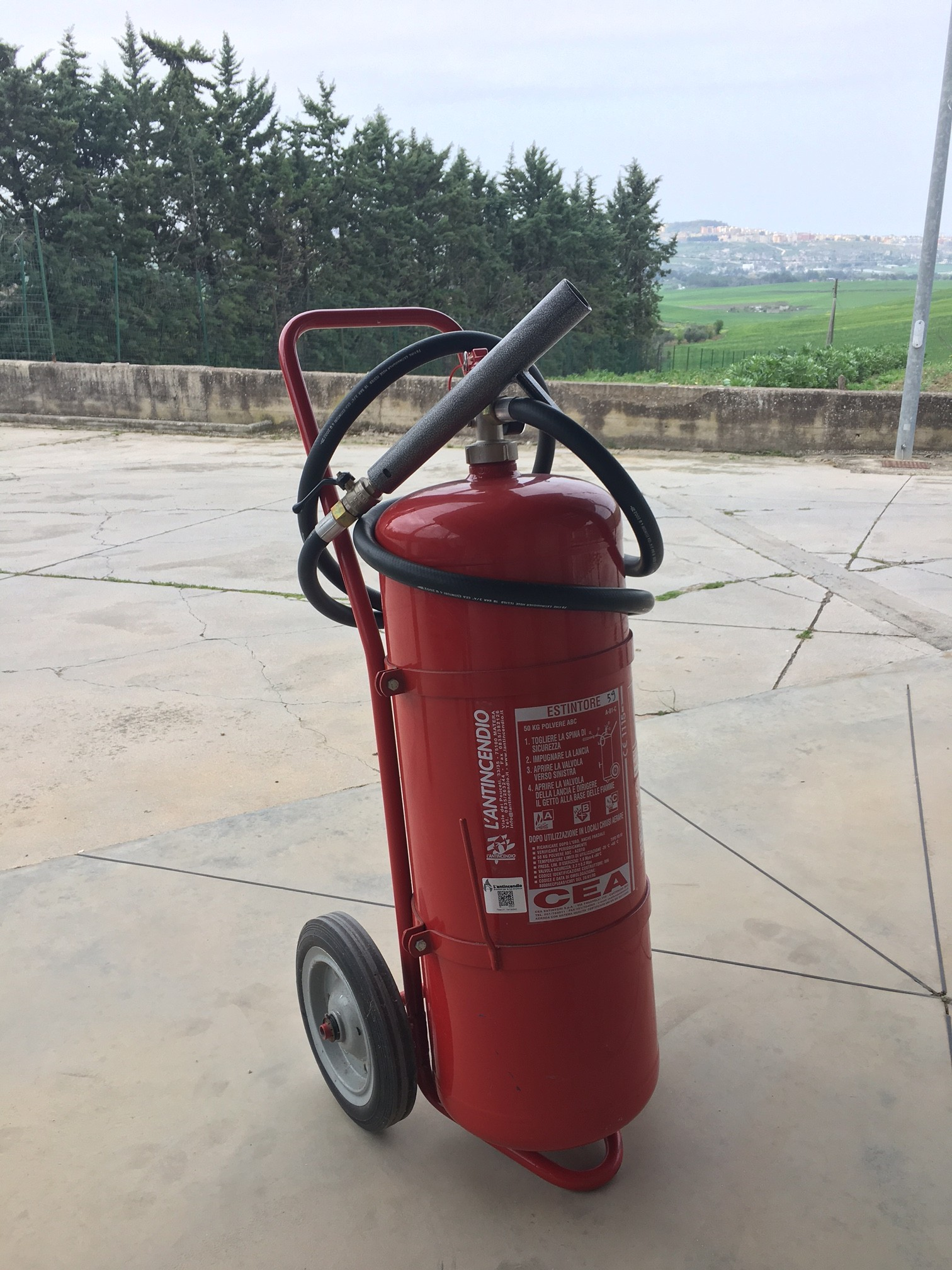
Estintore a polvere carrellato
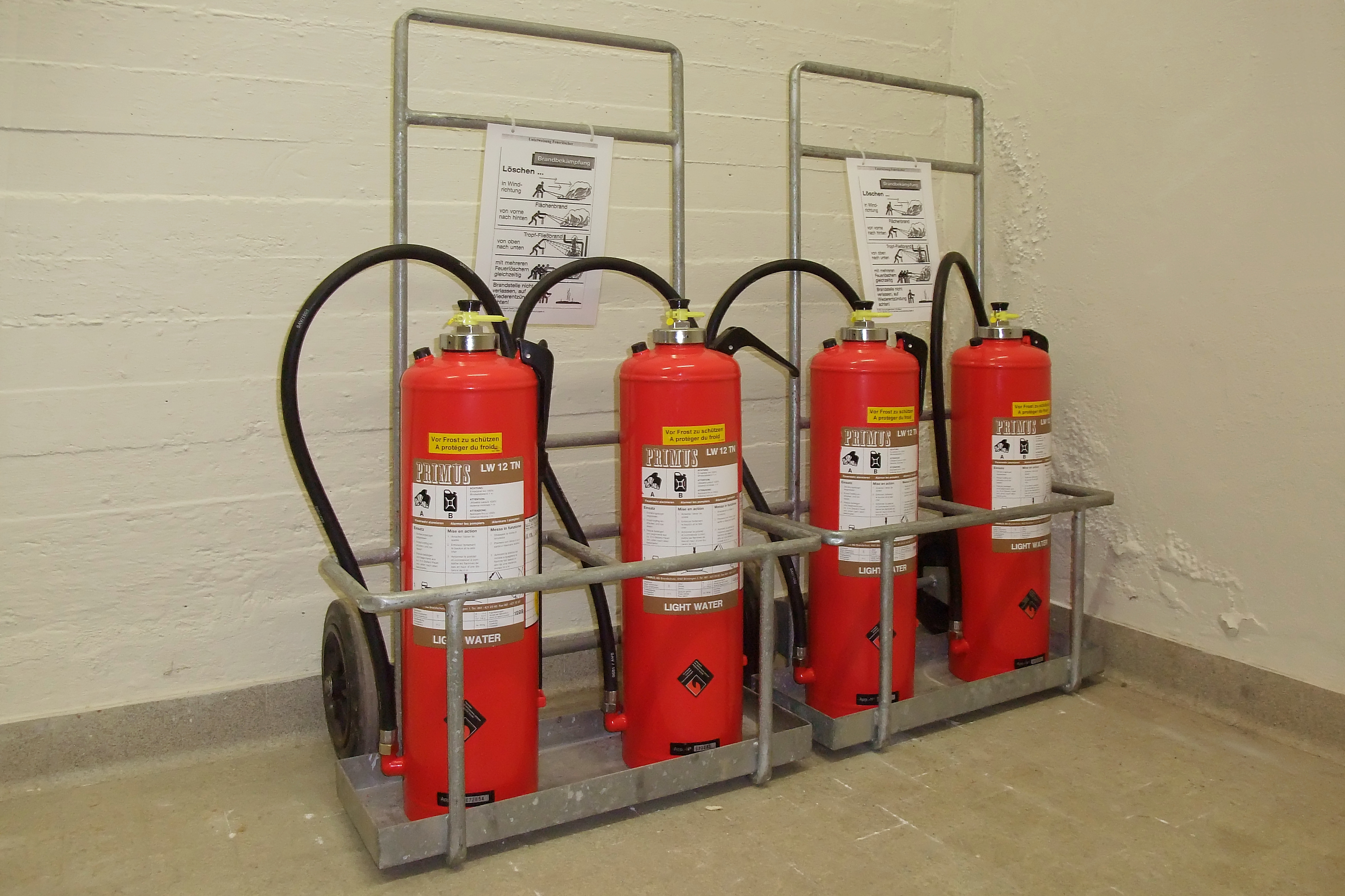
Estintori a schiuma carrellati

#### Idranti
La norma UNI 10779 distingue gli idranti nelle seguenti categorie:
- idranti a colonna soprasuolo
- idranti sottosuolo
- idranti a muro (o "manichette")
- naspi

I naspi, come gli idranti a muro, sono generalmente collocati all'interno di un'apposita cassetta antincendio, ma a differenza degli idranti a muro la loro tubazione è semirigida e permette quindi all'acqua di scorrere all'interno anche quando il naspo non sia totalmente srotolato. Per tale motivo, rispetto agli idranti a muro, i naspi sono più facili e veloci da utilizzare, ma dall'altra parte permettono portate d'acqua minori, per cui sono impiegati come alternativa agli idranti a muro, quando il rischio di incendio sia più basso.
In ogni caso, l'utilizzo di idranti è adatto solo ad alcuni tipi di incendio, ovvero incendi di materiali solidi (classe A). Infatti:
- con incendi di classe B, l'acqua sparge il liquido in fiamme e non lo spegne, aumentando il danno provocato dall'incendio anziché estinguerlo;[33]
- con incendi di classe C, a causa dell'elevata temperatura associata a questi incendi, l'acqua evapora immediatamente, senza estinguere l'incendio;[33]
- con incendi di classe D , a causa dell'estrema temperatura, l’acqua si scinde in ossigeno e idrogeno, con conseguente rischio di esplosione;[33]
- con incendi di classe E, l'acqua funge da conduttore di elettricità, con conseguente rischio elettrico (folgorazione).[33]

Esistono anche idranti a schiuma, che hanno applicazioni differenti dei comuni idranti ad acqua.

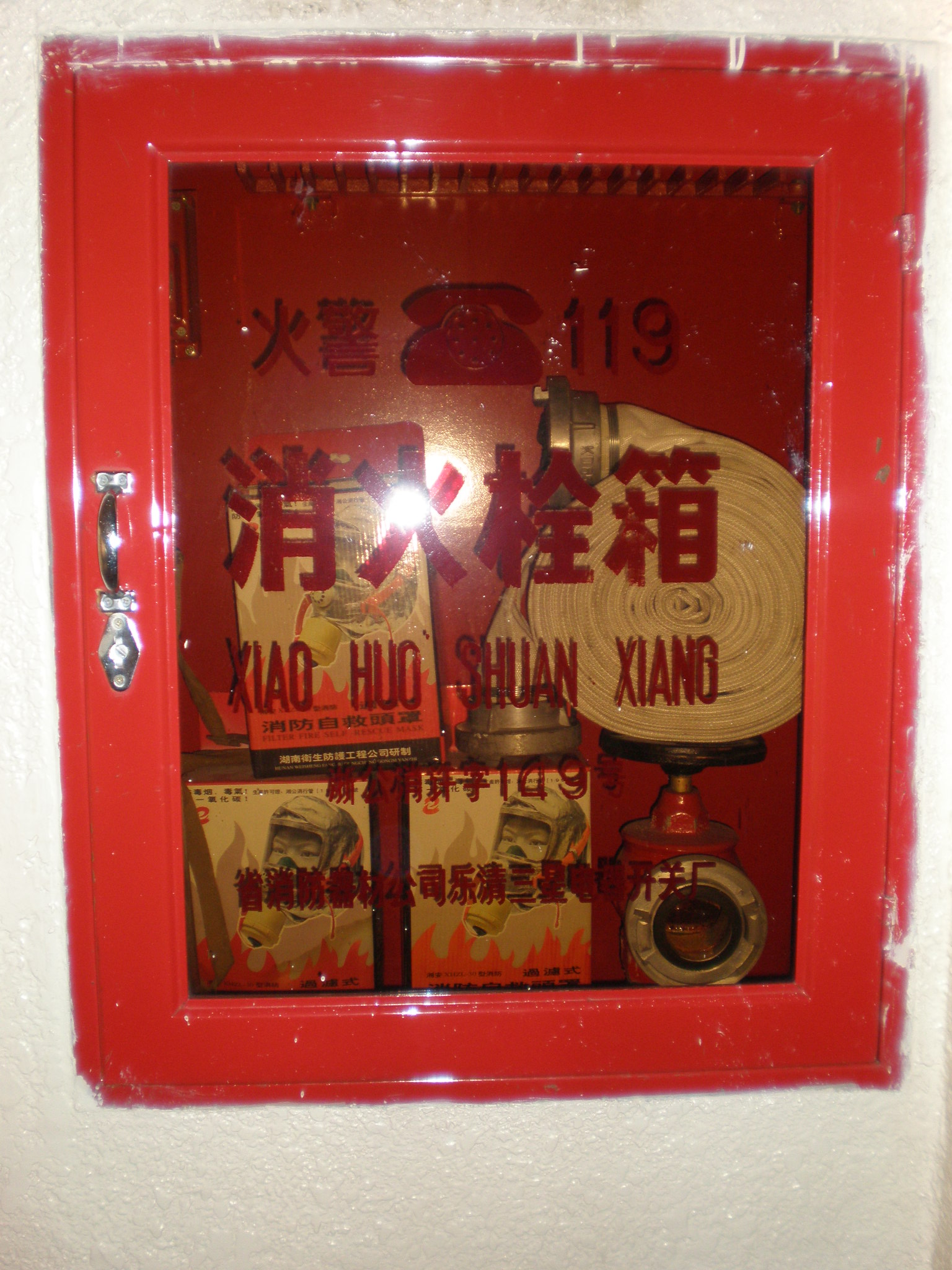
Cassetta antincendio con manichetta avvolta a spirale
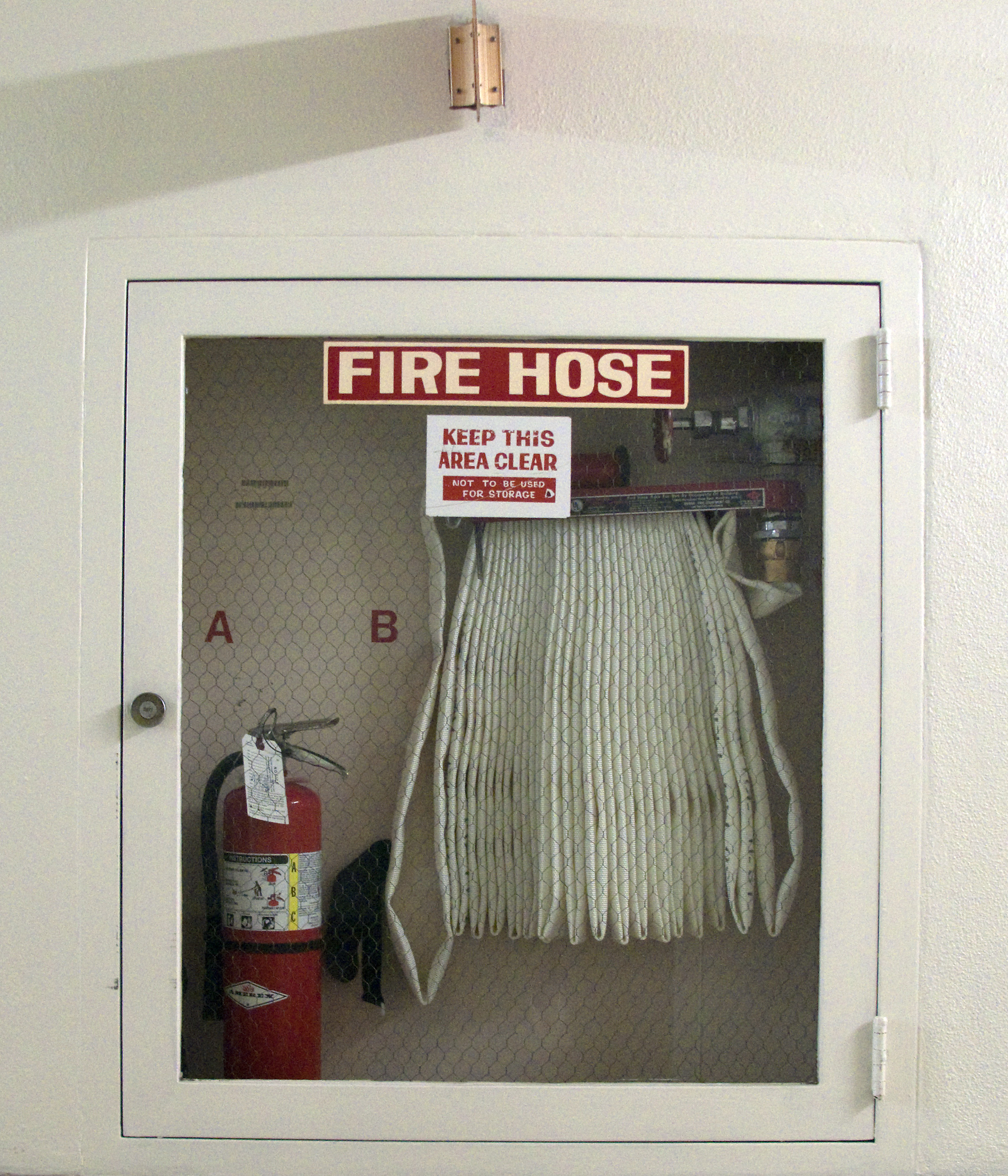
Cassetta antincendio con estintore e manichetta raccolta a fisarmonica
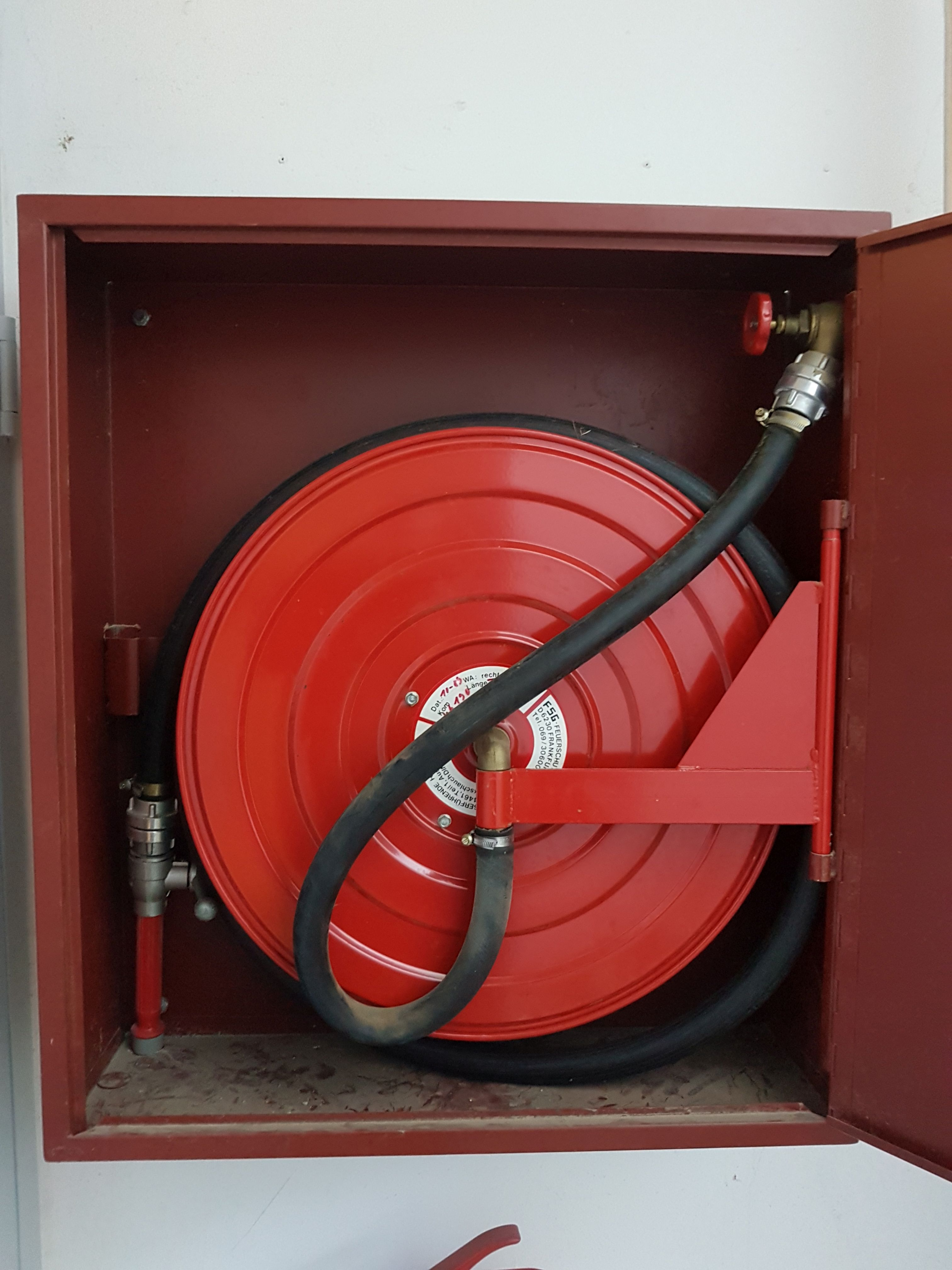
Cassetta antincendio con naspo
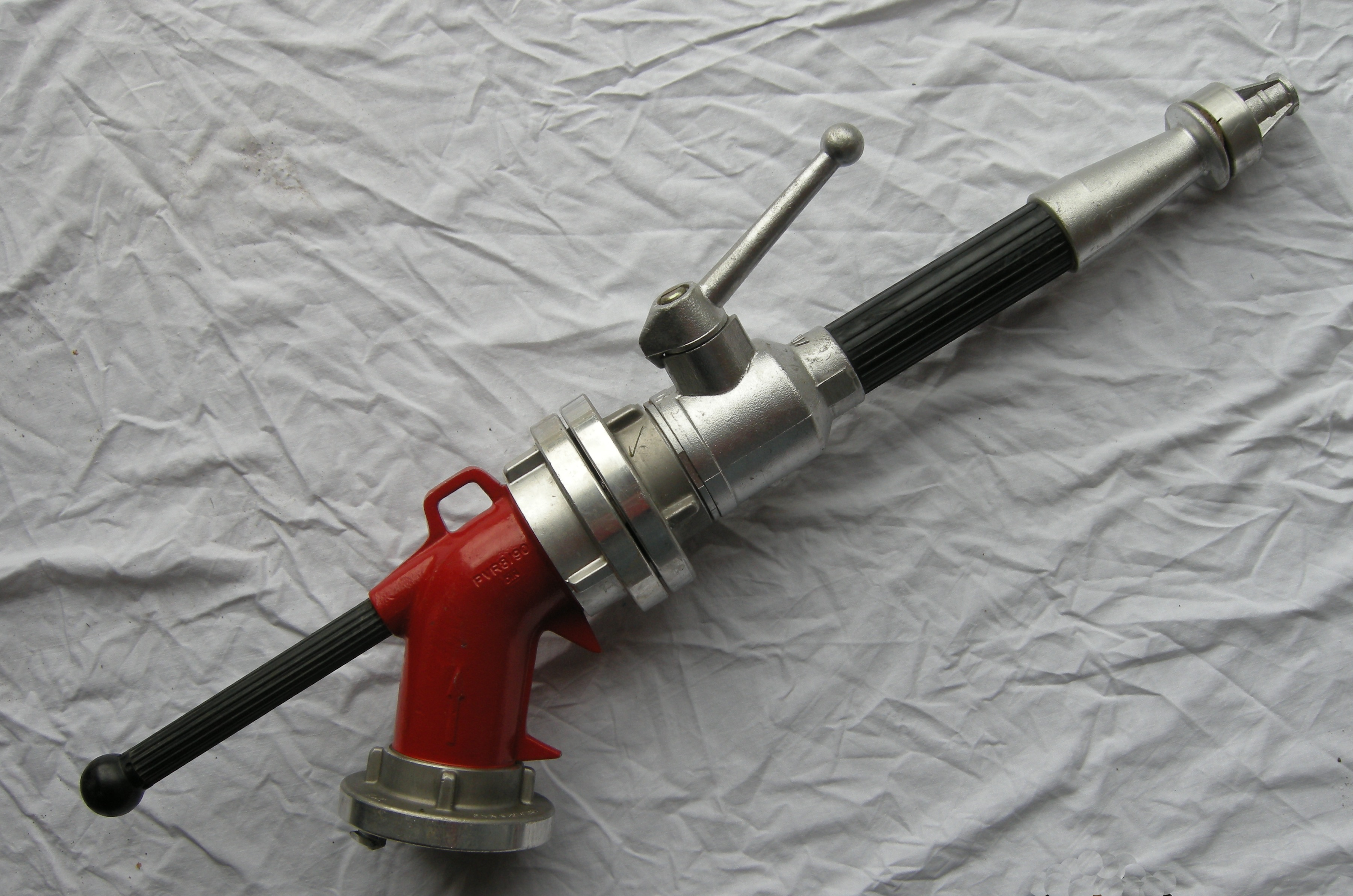
Lancia antincendio
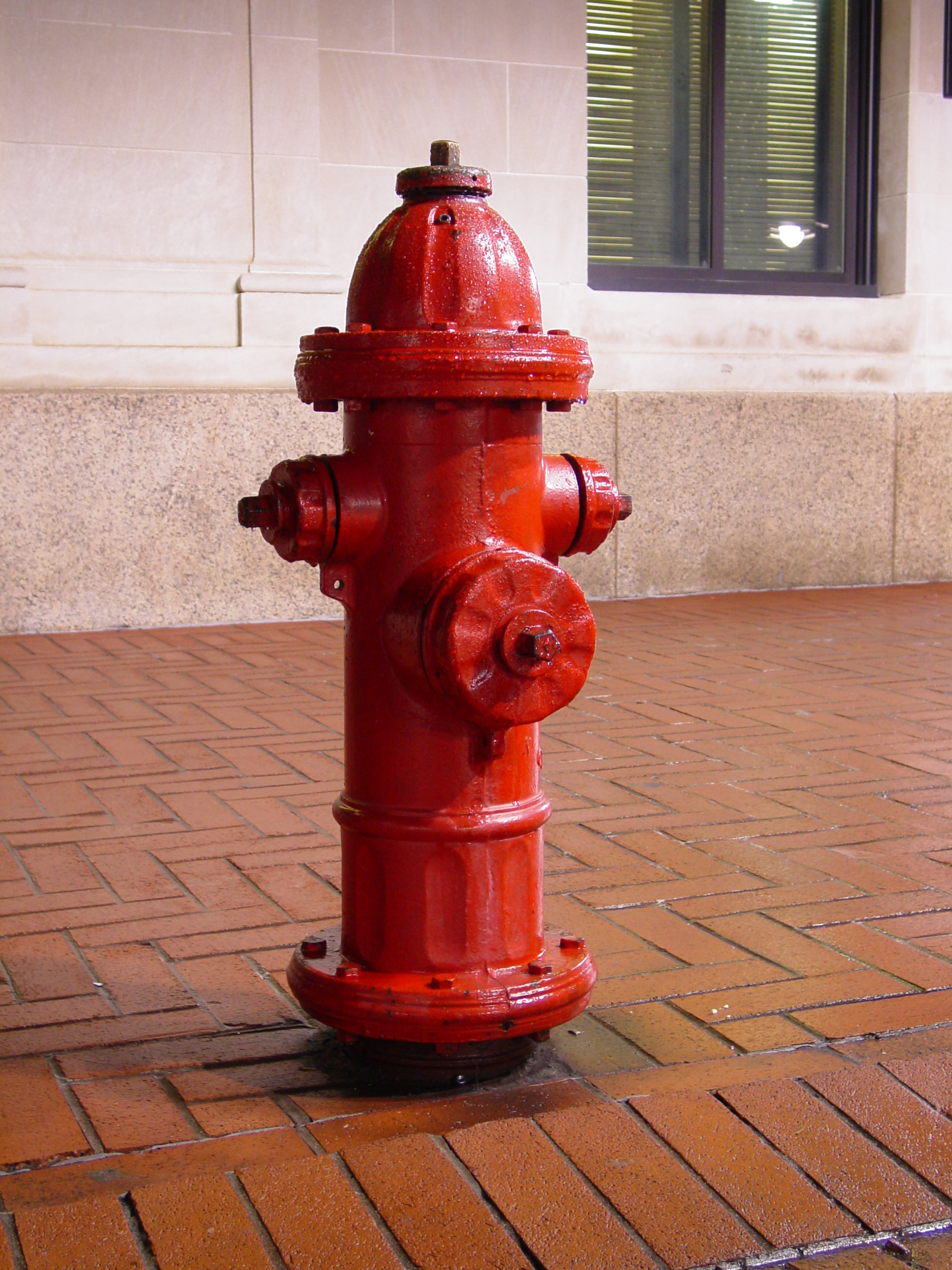
Idrante a colonna soprasuolo
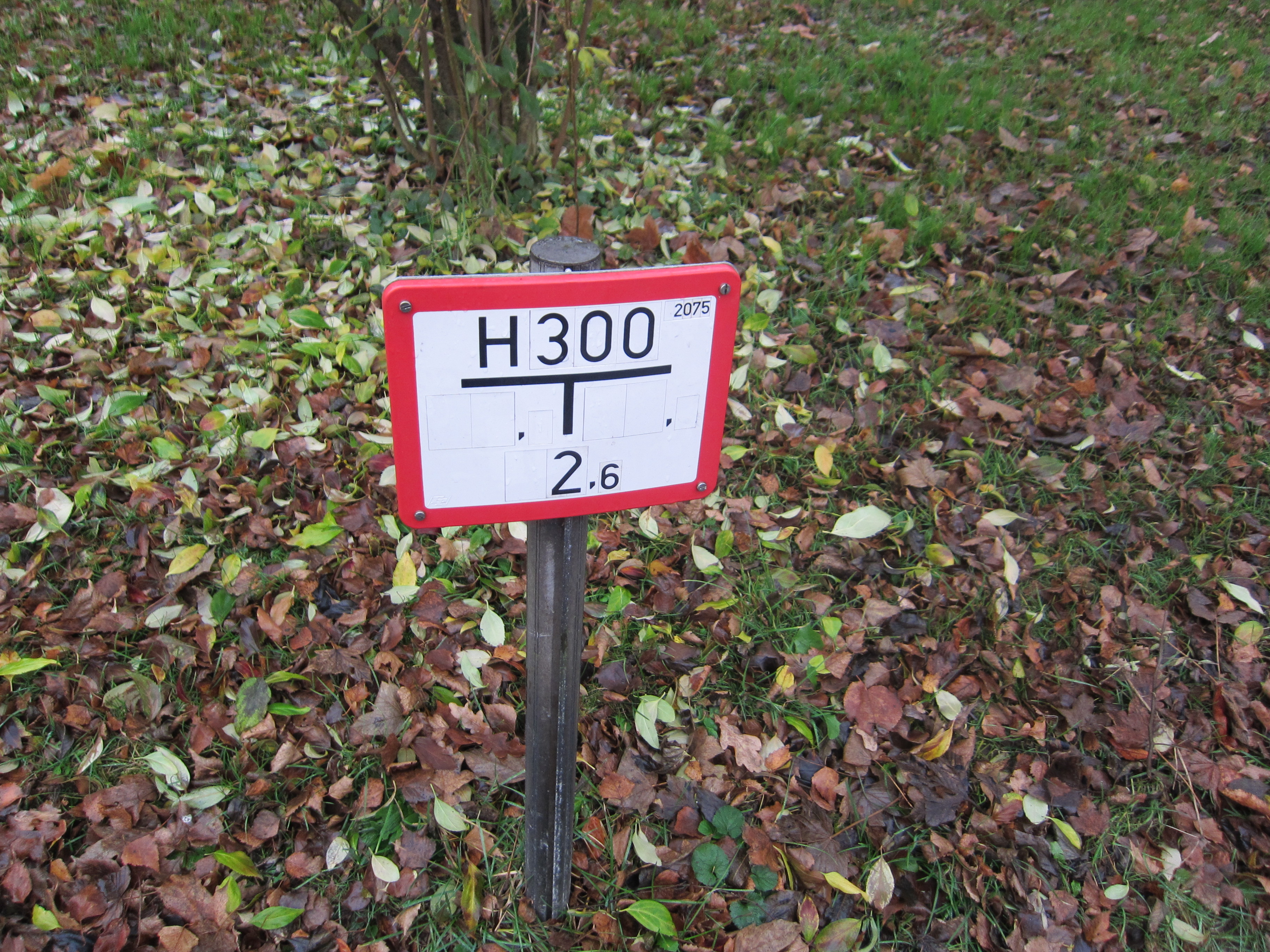
Cartello di un idrante sottosuolo

#### Veicoli antincendio

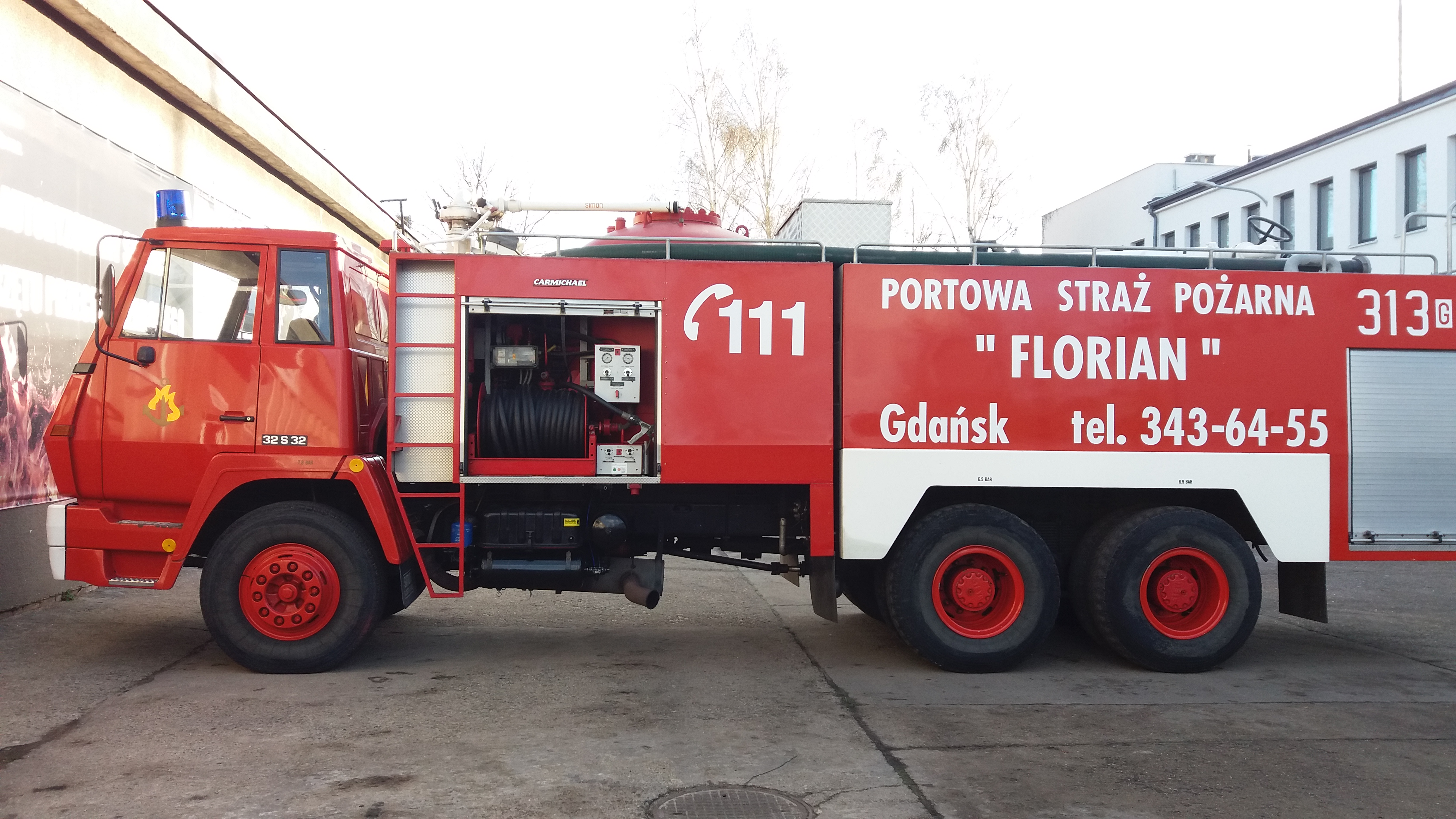
Autopompa
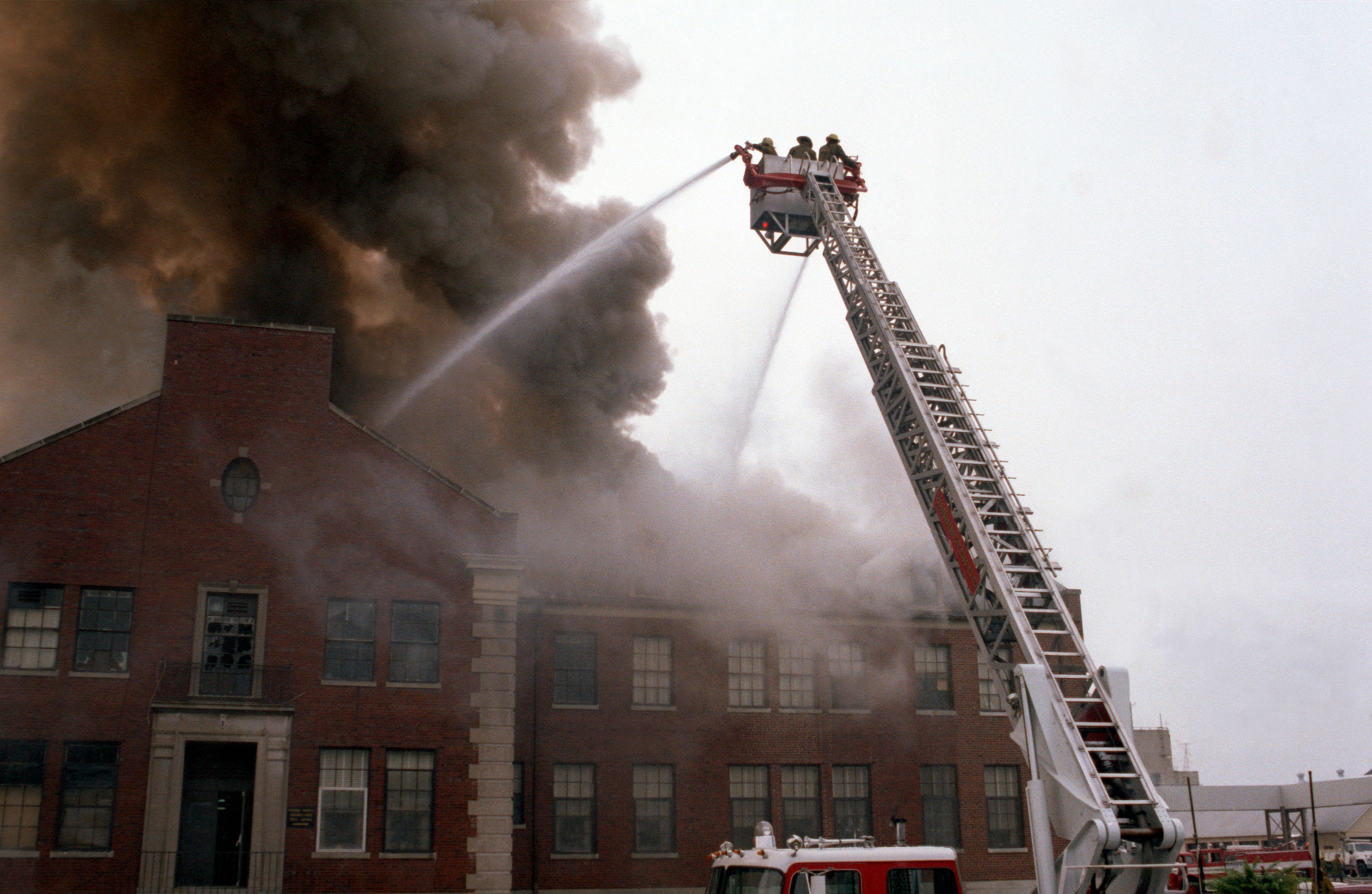
Autoscala
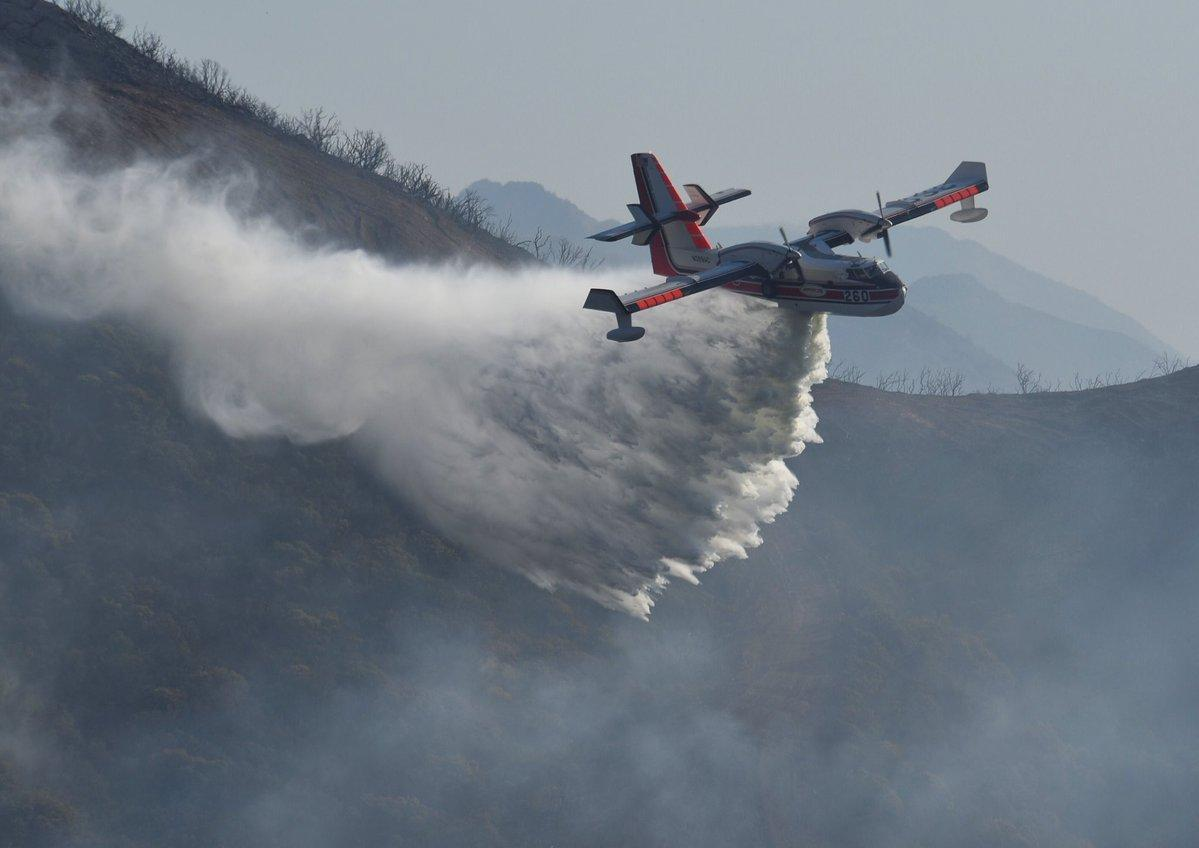
Aereo antincendio
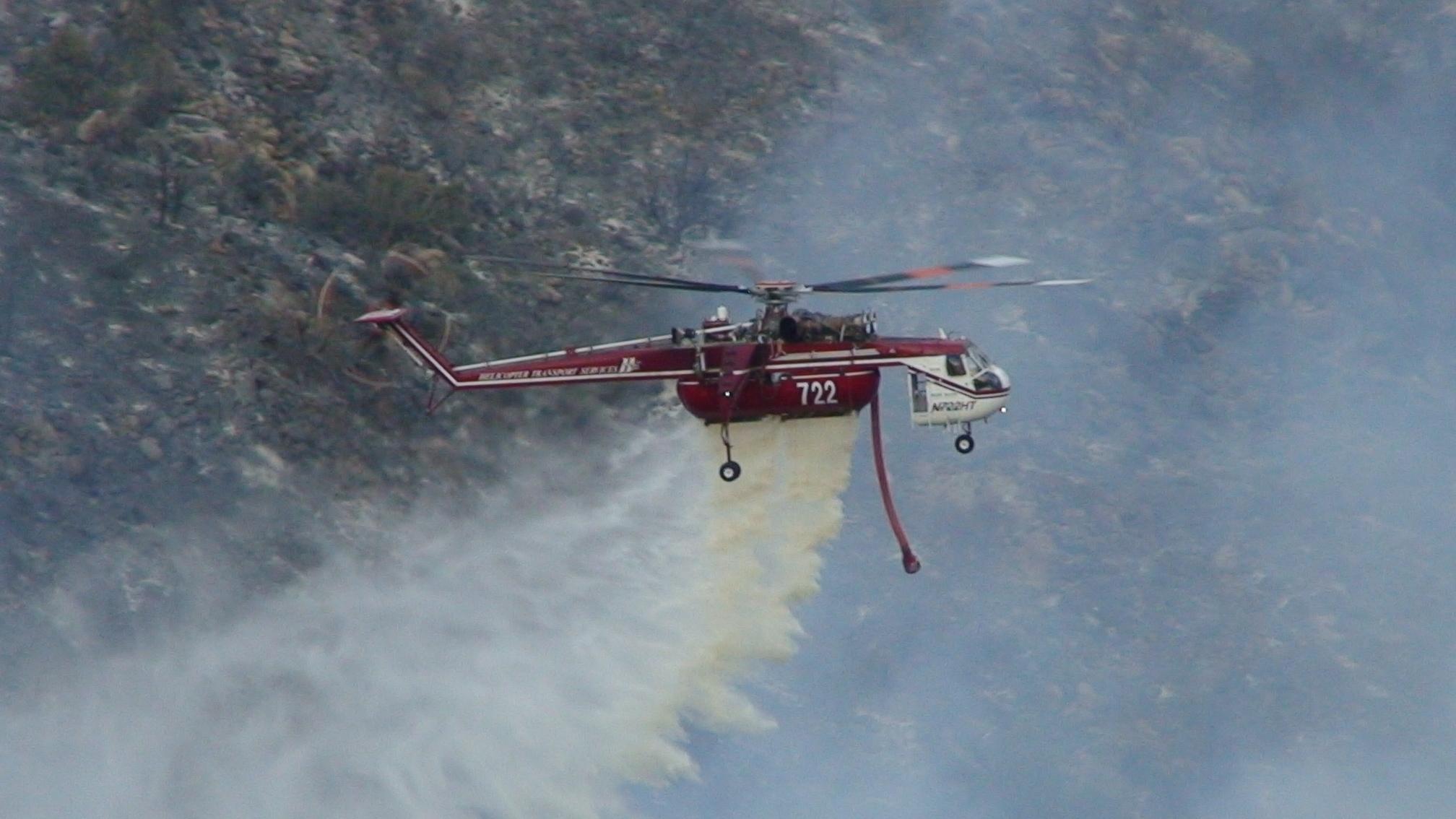
Elicottero antincendio
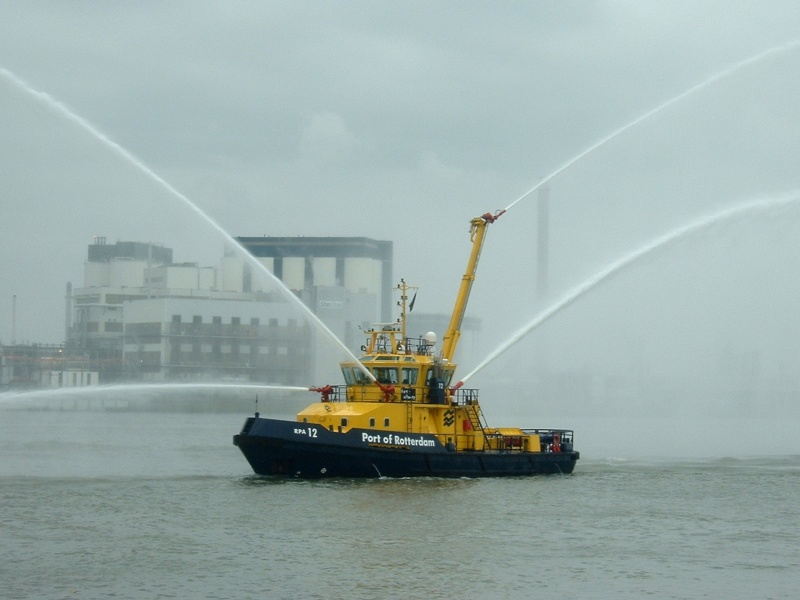
Motobarcapompa nel porto di Rotterdam.
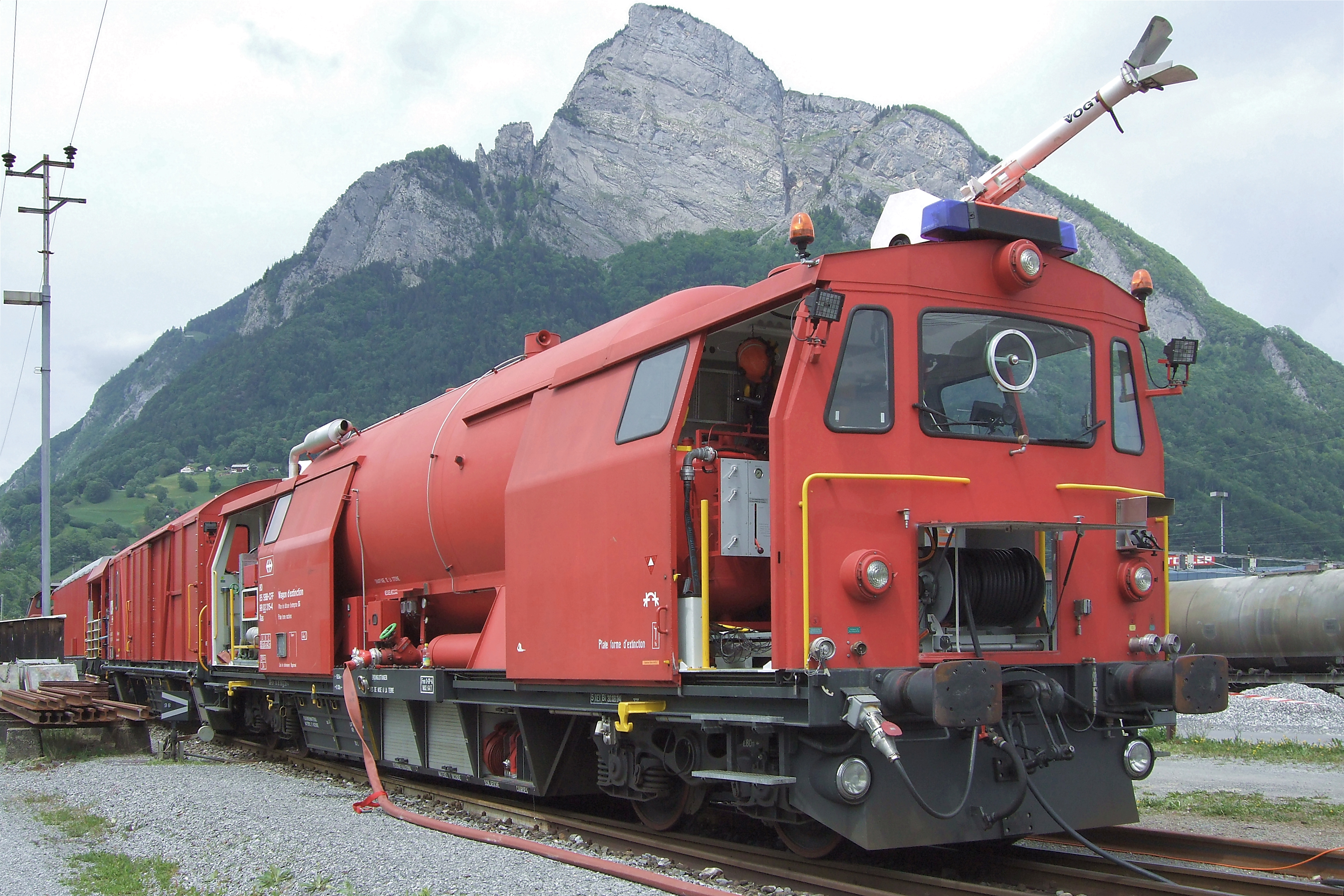
Treno antincendio e di soccorso LRZ/TES 96
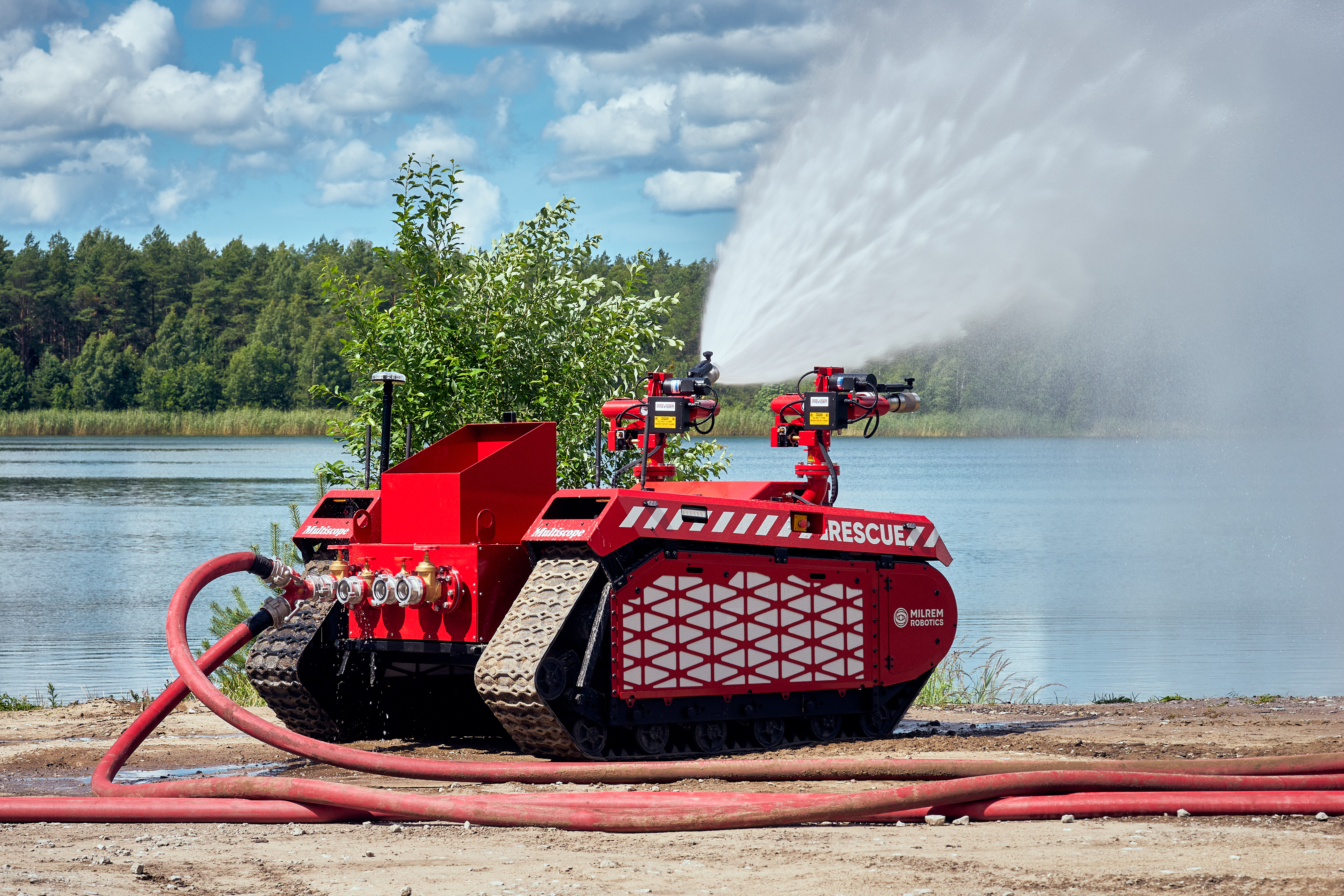
Veicolo antincendio multifunzione

#### Sistemi di estinzione automatici

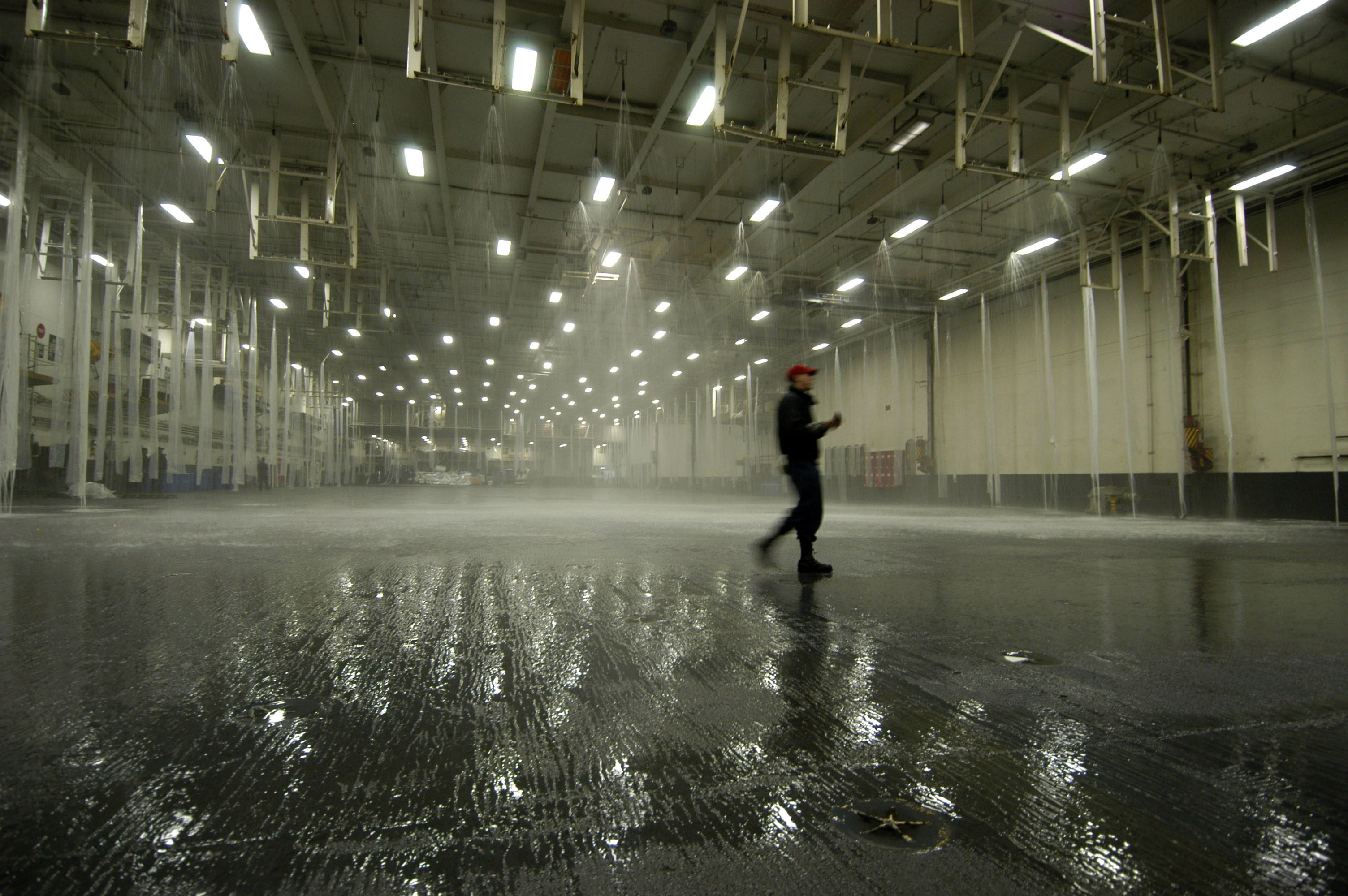
Sistema sprinkler all'interno di un hangar
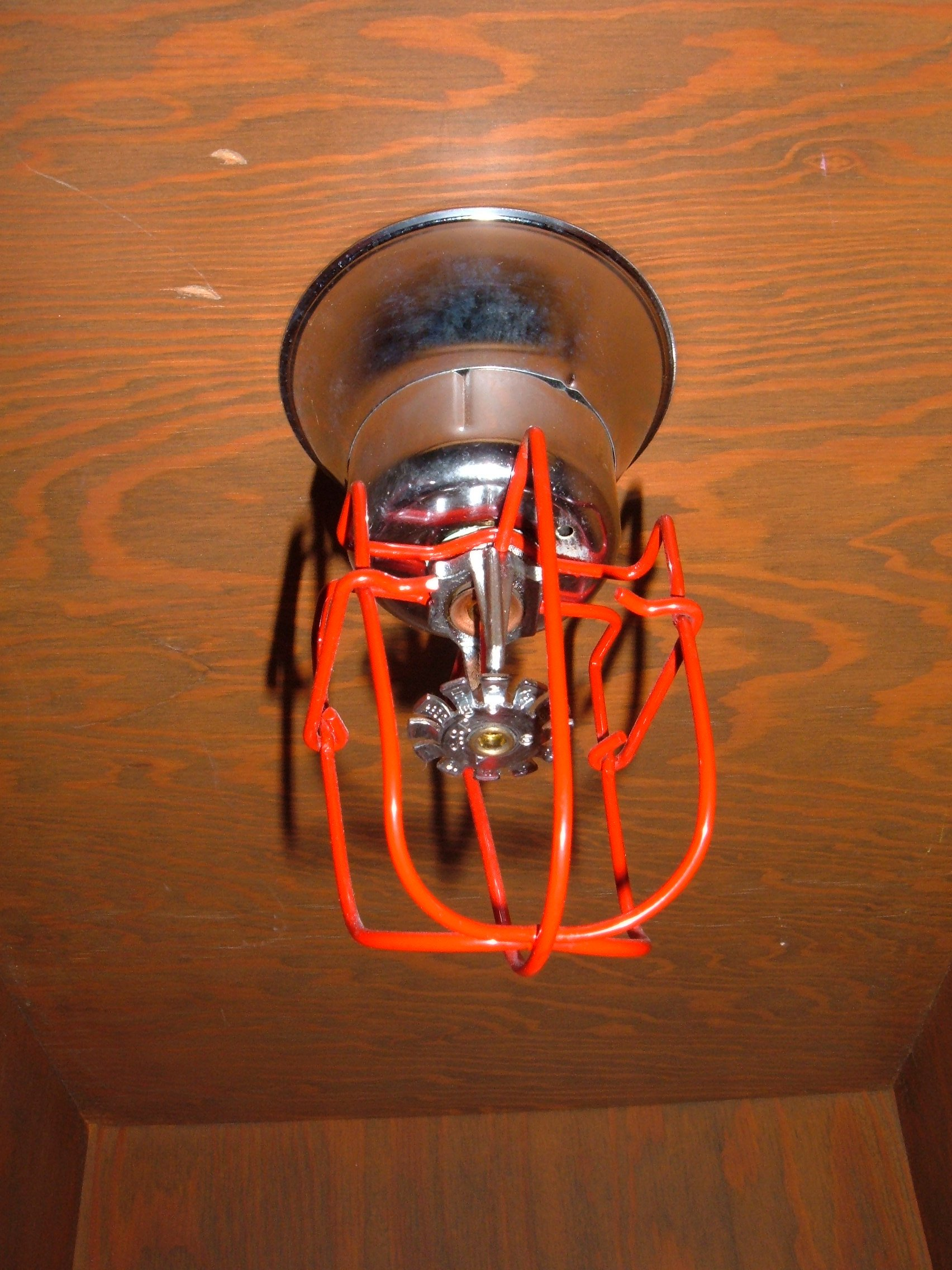
Erogatore sprinkler installato all'interno di un ospedale (Daly City, California)
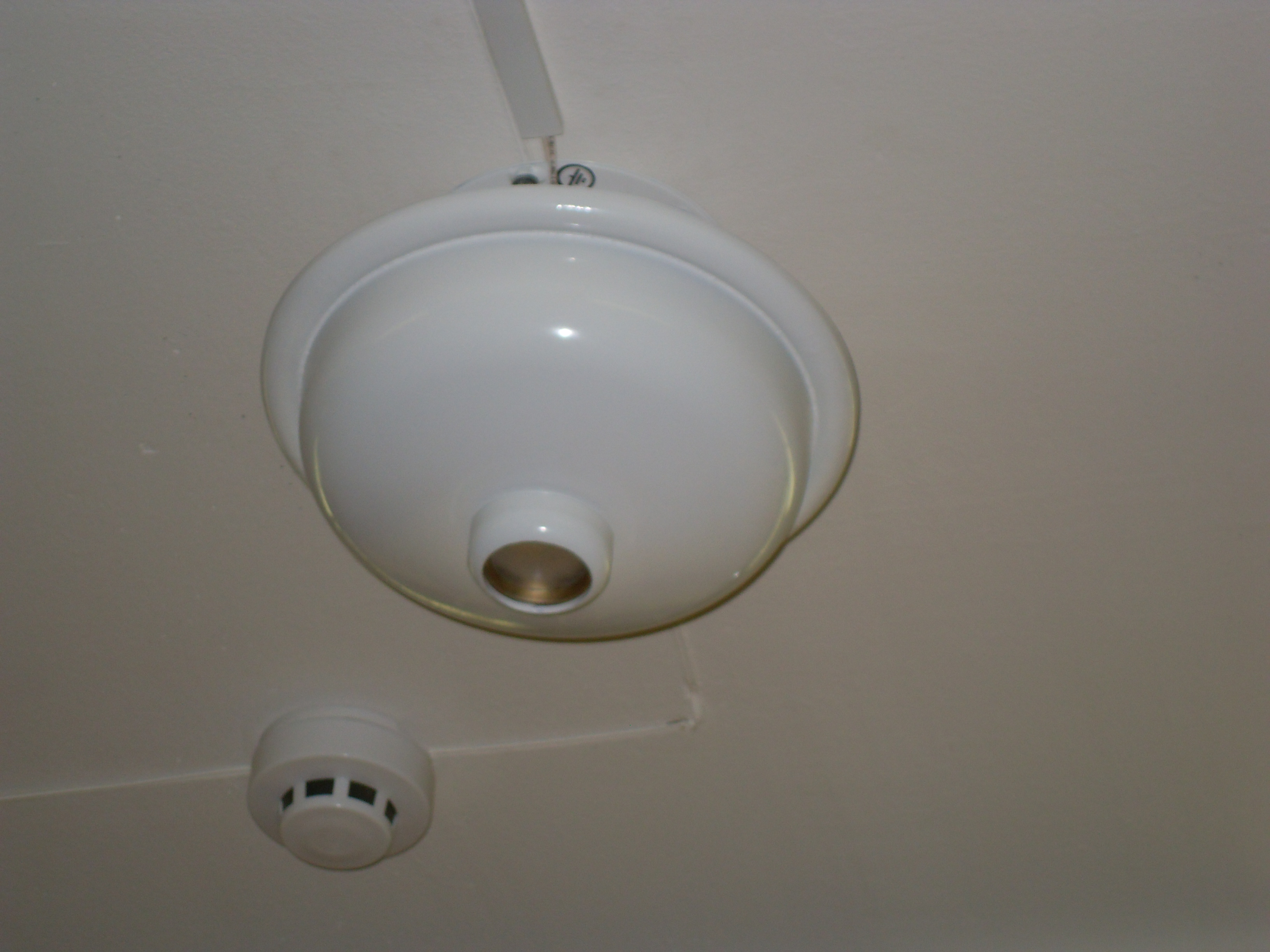
Sistema di estinzione automatico a polvere, installato a soffitto, con rivelatore di incendio
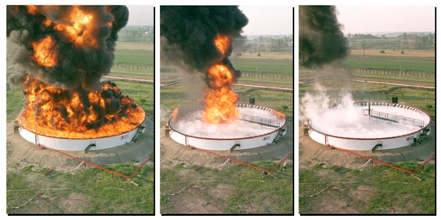
Estinzione di un incendio in un serbatoio di liquido infiammabile attraverso un sistema automatico a schiuma

## Legislazione nel mondo

Esempio di planimetria di un piano di emergenza ed evacuazione.

Nelle strutture, siano esse terrestri, offshore o navali, i proprietari e gli operatori sono responsabili della manutenzione delle proprie strutture per obbligo di legge.
Gli edifici devono essere costruiti secondo la versione del regolamento edilizio in vigore al momento della domanda di concessione edilizia. Gli ispettori edili controllano la conformità di un edificio in costruzione al regolamento edilizio. Una volta completata la costruzione, un edificio deve essere mantenuto in conformità con l'attuale codice antincendio, che viene applicato dagli ufficiali di prevenzione incendi dei vigili del fuoco locali. In caso di emergenze antincendio, i vigili del fuoco, gli investigatori antincendio e altro personale di prevenzione incendi sono chiamati a mitigare, indagare e apprendere dai danni di un incendio. Le lezioni apprese dagli incendi vengono applicate alla creazione sia dei codici edilizi che dei codici antincendio.

Simbolo per prodotti chimici infiammabili nel Globally Harmonized System (GHS).

Il Globally Harmonized System of Classification and Labelling of Chemicals, gestito dall'Organizzazione delle Nazioni Unite, definisce uno specifico pittogramma standard internazionale per identificare i prodotti infiammabili, che raffigura una fiamma di contorno nero all'interno di un rombo con contorno rosso e sfondo bianco.

### Italia
Il DM 3 agosto 2015, chiamato anche "Codice di prevenzione incendi" è stato prodotto dal Corpo nazionale dei Vigili del Fuoco con l'obiettivo di racchiudere in sè le principali disposizioni normative sulla prevenzione incendi in Italia.
All'interno dei luoghi di lavoro, è d'obbligo per il datore di lavoro, redigere una valutazione dei rischi, come stabilito dal testo unico sulla sicurezza nei luoghi di lavoro, che comprende la valutazione del rischio di incendio e l'individuazione e la valutazione delle relative misure di prevenzione e protezione, dato che un eventuale incendio può creare seri danni alla salute e alla sicurezza dei lavoratori, come ad esempio: ustioni, riduzione della visibilità, anossia, azione tossica dei fumi.
Per specifiche attività inoltre, è necessario l'ottenimento del certificato di prevenzione incendi (CPI), il quale prevede generalmente una fase di progettazione, realizzazione delle opere di adeguamento e certificazione finale. L'elenco delle attività soggette alle visite da parte dei Vigili del Fuoco e ai controlli di prevenzione incendi, ovvero all'ottenimento del certificato di prevenzione incendi, è indicato nell'allegato I del DPR n. 151 del 1º agosto 2011, mentre i criteri generali di progettazione, realizzazione ed esercizio della sicurezza antincendio per luoghi di lavoro sono indicati nel Decreto del Ministero dell'Interno del 3 settembre 2021, noto infatti anche come "Decreto Minicodice".
Il datore di lavoro deve analizzare le cause più comuni di incendio, dare informazione e formazione antincendio e prestabilire manutenzioni (ordinarie e straordinarie). Il datore di lavoro dovrà per cui predisporre regolari verifiche per garantire l'efficienza dei dispositivi antincendio e per eliminare eventuali cause o danni ad impianti che potrebbero pregiudicare l'incendio. È inoltre richiesta l'adozione di un piano di emergenza ed evacuazione. È inoltre obbligatorio, al fine di garantire che le misure di prevenzione e protezione dagli incendi in azienda siano effettive, che il datore di lavoro individui gli addetti antincendio: la giurisprudenza negli anni ha chiarito che il numero di addetti in azienda è sufficiente quando non si verifichino situazioni in cui nessun addetto è presente, e quindi in base ai turni, ai reparti, alle lavorazioni svolte e al numero di persone presenti sarà necessario individuare un numero minimo di addetti da formare. Anche in questo caso abbiamo una norma di riferimento, che nello specifico è il Decreto del Ministero dell'Interno del 2 settembre 2021.
Il DM 9 maggio 2007 definisce gli aspetti procedurali e i criteri da adottare per valutare il livello di rischio e progettare le conseguenti misure compensative, utilizzando, in alternativa a quanto previsto dal decreto del Ministro dell'Interno del 4 maggio 1998 (abrogato dal DM del 7 agosto 2012), l’approccio ingegneristico alla sicurezza antincendio.

### Stati Uniti d'America
Negli Stati Uniti, la prevenzione e protezione da incendi è regolamentata all'interno del Code of Federal Regulations (CFR), sulle raccomandazioni fornite dall'Occupational Safety and Health Administration (OSHA). In particolare, la prevenzione e protezione da incendi nell'ambito delle costruzioni è trattata nel titolo 29, sottotitolo B, capitolo XVII, parte 1926, sottoparte F del CFR, che indica tra l'altro gli obblighi del datore di lavoro, l'idoneità dei vari tipi di estintori per ciascuna classe di incendio, e altre misure di sicurezza da adottare per la prevenzione e la protezione da incendi.

### Unione Europea
La Direttiva del Consiglio del 12 giugno 1989 concernente l'attuazione di misure volte a promuovere il miglioramento della sicurezza e della salute dei lavoratori durante il lavoro include tra gli obblighi per il datore di lavoro quello di predisporre e attuare all'interno del luogo di lavoro le misure di sicurezza per la lotta antincendio. Ciò include la designazione di lavoratori incaricati ad applicare le misure antincendio (addetti antincendio).
Il rischio di incendio è contemplato anche dalle norme comunitarie sulla marcatura CE, in maniera più o meno differente a seconda del tipo di prodotto in questione. Ad esempio il Regolamento UE 305/2011 sulla commercializzazione dei prodotti da costruzione (CPR) indica i requisiti di base delle opere da costruzione per la sicurezza antincendio:
a) la capacità portante dell'edificio possa essere garantita per un periodo di tempo determinato;

b) la generazione e la propagazione del fuoco e del fumo al loro interno siano limitate;

c) la propagazione del fuoco a opere di costruzione vicine sia limitata;

d) gli occupanti possano abbandonare le opere di costruzione o essere soccorsi in altro modo;

e) si tenga conto della sicurezza delle squadre di soccorso.»
Nel caso di giocattoli, i requisiti essenziali di sicurezza antincendio sono invece indicati nella Direttiva 2009/48/CE sulla sicurezza dei giocattoli, che impone che:
conformi a una o più delle seguenti condizioni:

a)  non bruciano se direttamente esposti all’azione di una fiamma, a una scintilla o a qualsiasi altra potenziale fonte di incendio;

b)  non sono facilmente infiammabili (la fiamma si spegne non appena è rimossa la causa di incendio);

c)  qualora prendano fuoco, bruciano lentamente, con una bassa velocità di propagazione della fiamma;

d)  indipendentemente dalla composizione chimica del giocattolo,  sono progettati in modo da ritardare meccanicamente il processo di 
combustione.

Tali materiali combustibili non debbono comportare rischi di accensione per altri materiali usati nel giocattolo.»
Le indicazioni del GHS sul pittogramma per identificare prodotti infiammabili sono implementate anche in Europa, attraverso il Regolamento CLP.